# Staatsforst Burgholz
Der Staatsforst Burgholz ist ein Waldgebiet in Wuppertal mit Ausläufern ins Solinger Stadtgebiet in der Mittelgebirgsregion Bergisches Land in Nordrhein-Westfalen. Er ist für sein bundesweit einmaliges Arboretum bekannt, in dem forstwissenschaftliche Studien durchgeführt werden.

## Geographie und Lage

### Lage

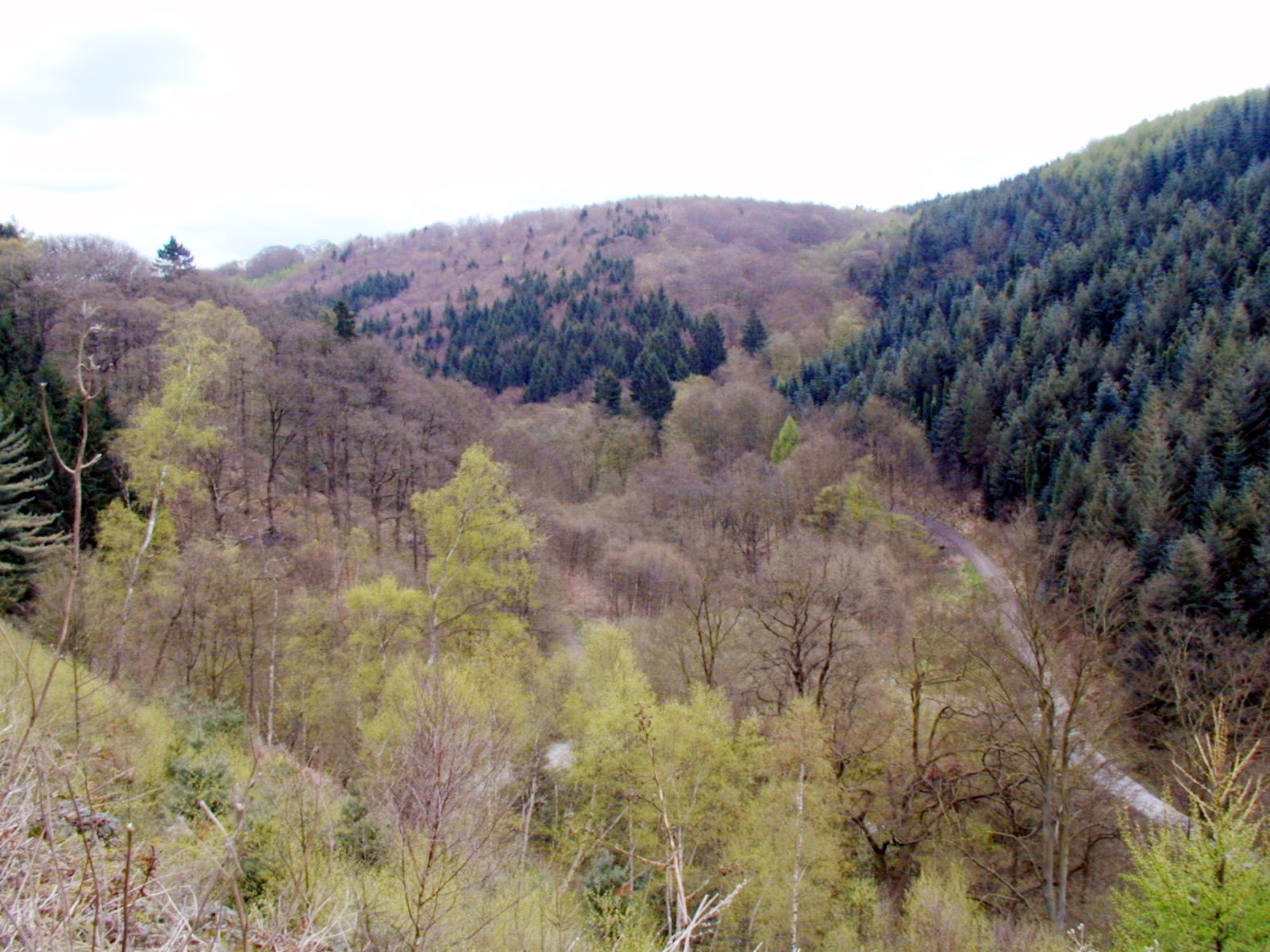
Das Kerbtal des Burgholzbachs

Der Staatsforst Burgholz liegt zum überwiegenden Teil auf Wuppertaler Stadtgebiet an der Grenze zu Solingen, dem ein kleinerer Teil im Südwesten zugeordnet ist. Im Norden wird der Forst durch die Wuppertaler Stadtteile und Bezirke Vohwinkel, Sonnborn und Elberfeld begrenzt, im Osten und Südosten umfasst Cronenberg mit dem Hauptort und den Bezirken Küllenhahn, Hahnerberg und Cronenfeld das Areal, im Süden liegt der Cronenberger Ortsteil Kohlfurth und westlich der Solinger Stadtteil Gräfrath. Die Topographie reicht von 120 m ü. NHN bis zu 282 m ü. NHN. Der ehemalige Von der Heydt’sche Privatwald und die daraus hervorgegangenen städtischen Erholungsanlagen im Norden am Kiesberg werden auch dem Waldgebiet zugeordnet.

### Gewässer
Der Lauf der Wupper in Nord-Süd-Richtung trennt das Waldgebiet in einen größeren östlichen und einen kleineren westlichen Teil. Der Fluss hat sich bis zu 160 m tief durch das Gebirge gegraben. Der westliche Teil des Burgholzes wird auch als Klosterbusch bezeichnet, ein Name, der auf ein früheres Besitztum des nahen ehemaligen Gräfrather Klosters hinweist.
Zahlreiche Bäche beziehungsweise Siepen münden von beiden Seiten in die hier nach Süden fließende Wupper. Die von Osten kommenden Bäche Burgholzbach, Rutenbecker Bach (auch Rutenbeck genannt), Glasbach, Kaltenbach und die von Westen kommenden Bäche Flockertsholzer Bach und Steinbach haben tiefe, aber verflachte Kerbtäler gegraben und stellen die wasserreichsten Nebenbäche der Wupper.
Weitere Nebenbäche der Wupper im Waldgebiet sind: Kleiner Meersiepen, Großer Meersiepen, Gerretsiefen, Flockertsberger Bach, Weilandsiepen, Fuchskuhler Bach, Herichhauser Bach, Untenholzer Bach, Wahlert, Flächsgessiepen, Ketzberger Bach, Jacobsbergsiefen und Kohlfurther Brückenbach. Der Burgholzbach besitzt ebenfalls mehrere Nebenbäche, darunter der Vonkelner Bach, Nöllenhammer Bach, Steinsiepen und Langensiepen. Am Burgholzbach und am Kaltenbach befinden sich mehrere kleine Stauteiche, die zur Nutzung der Wasserkraft für Hammerwerke in der Zeit der Frühindustrialisierung (16. bis 19. Jahrhundert) angelegt wurden.

### Erhebungen
Die höchste einzelne Erhebung stellt mit 282,8 Metern der zentral gelegene Burggrafenberg dar. Der Name ist eine etymologische Weiterentwicklung des früheren Namens Burggrabenberg bzw. Burggrawenberg. Weitere Erhebungen sind der Kiesberg im Norden, der Nesselberg im Osten, der Jacobsberg im Süden und der Flockertsberg im Westen.

### Klima
Das vorherrschende Klima ist wärmegetönt und regenreich. Die Jahresdurchschnittstemperatur beträgt 8,5 bis 9 °C, die Jahresdurchschnittsniederschlagsmenge zwischen 1100 und 1200 Millimeter mit Niederschlagsmaxima im Juli/August und im Dezember/Januar. Die Winter sind mild bei durchschnittlichen Januartemperaturen um +1,3 °C. Die Vegetationszeit, in der das Temperaturmittel bei 14,5 bis 15 °C liegt, dauert 155 bis 160 Tage im Jahr. Die vorherrschende Windrichtung ist Südwest und West. Im Winter können Orkanwindstärken erreicht werden.

### Verkehrsanbindung

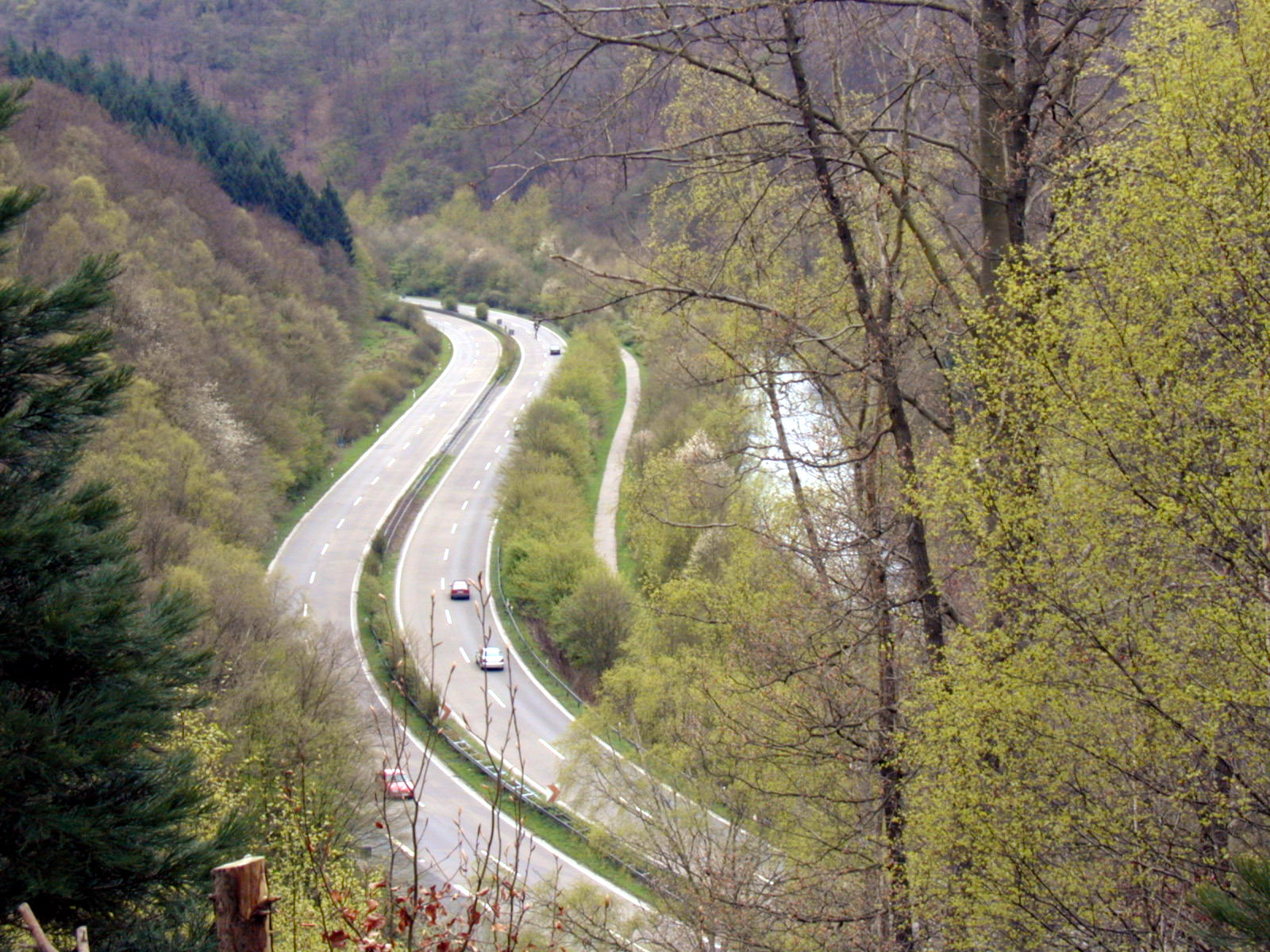
Die L 74 im Tal der Wupper

Die Landesstraße 74 folgt dem Lauf der Wupper im Tal und stellt neben dem Fluss die zweite große Trennlinie im Waldgebiet dar. Für die Allgemeinheit befahrbare öffentliche Straßen sind nicht vorhanden.
Das Waldgebiet ist durch die umliegenden Stadtteile und -bezirke an den ÖPNV angeschlossen. Für Besucher, die mit öffentlichen Verkehrsmitteln anreisen und das Kerngebiet Rutenbeck/Burgholz erreichen wollen, empfiehlt sich ab Wuppertal Hbf die Buslinie 613 (Ausstieg Harzstraße). Schneller ans Ziel, aber mit Umsteigen verbunden, führen die Linien CE64 (Richtung Solingen) und CE65 (Richtung Sudberg), Umsteigen jeweils an der Haltestelle Hahnerberg in die Linie 633, die Ausstiegshaltestelle ist Am Burgholz. Das südliche Waldgebiet ist mit der Linie CE64 zu erreichen (mögliche Ausstiegshaltestellen sind Wahlert oder Kohlfurther Brücke). Das Gebiet des Klosterbusches kann vom Bahnhof Wuppertal-Vohwinkel aus mit den Linien 621 und 631 erreicht werden, Ausstieg an der Endhaltestelle Dasnöckel Mitte.

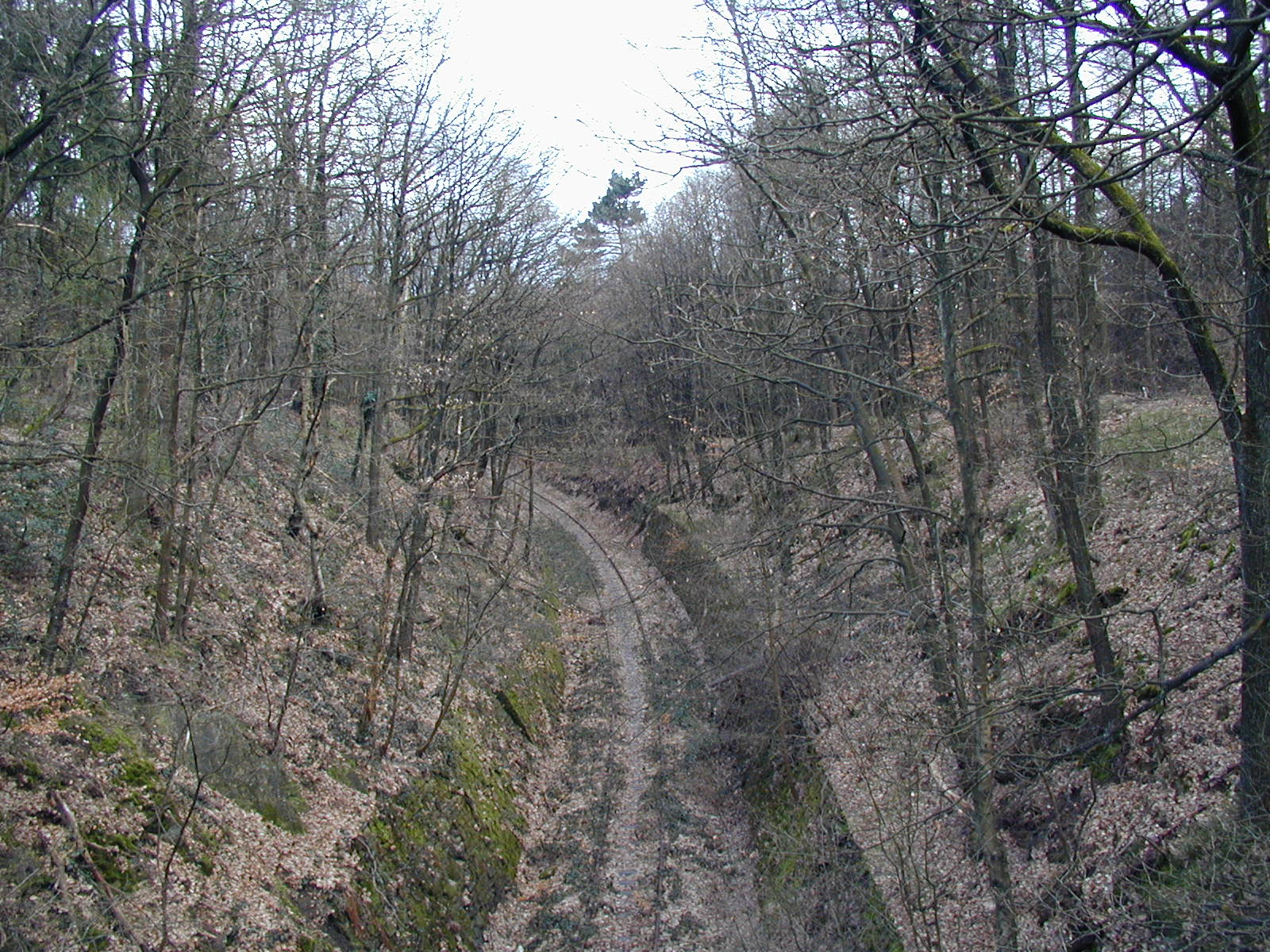
Die ehemalige Burgholzbahn

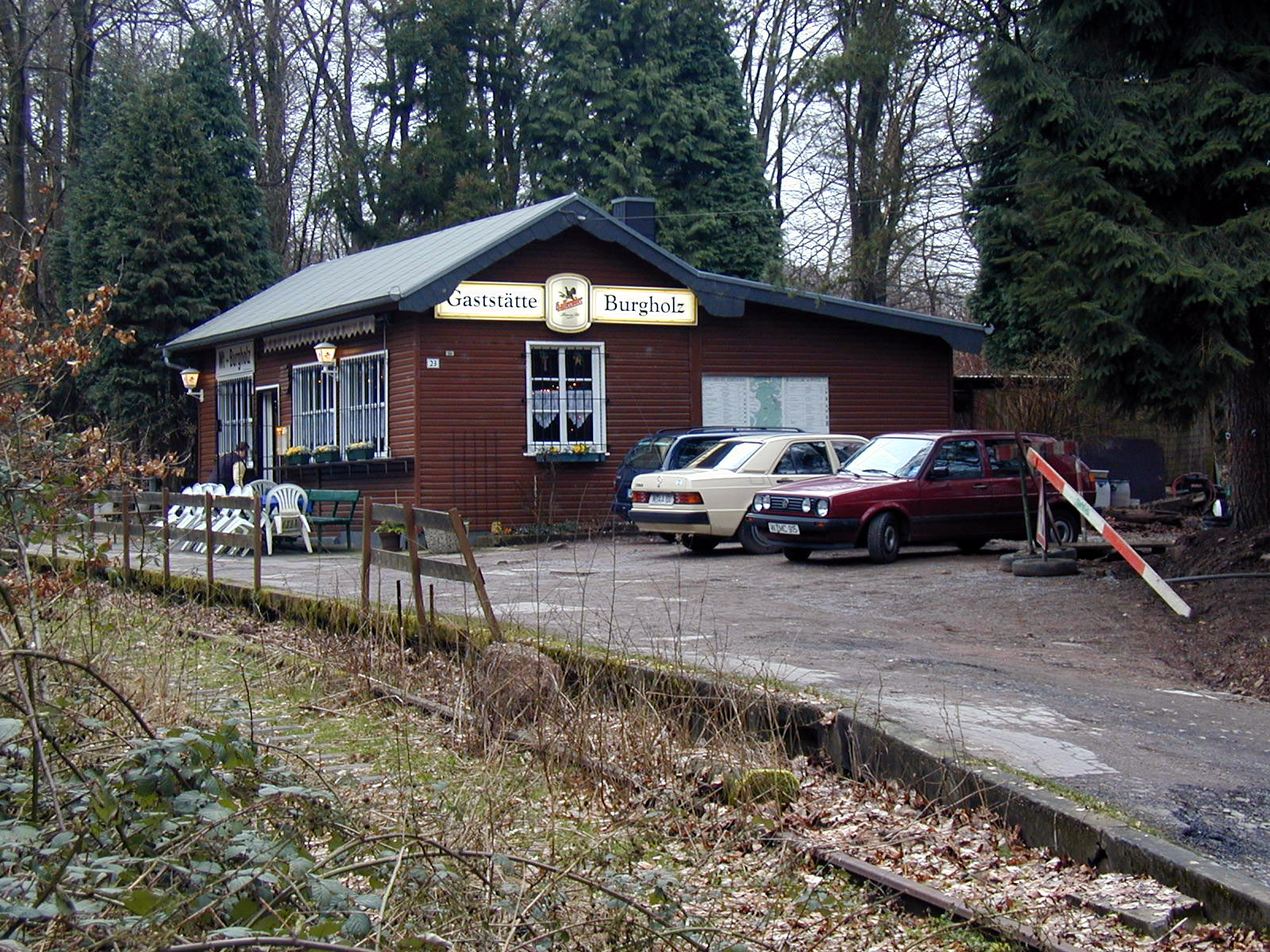
Der ehemalige Bahnhof Burgholz

Die Burgholzbahn durch den Wald von Elberfeld nach Cronenberg, im Volksmund Samba-Express genannt, ist seit 1988 stillgelegt und abgebaut. Der ehemalige Bahnhof Burgholz beherbergt heute eine bei Wanderern beliebte Gastronomie. Am 27. Oktober 2006 wurde mit Mitteln der Regionale 2006 ein Rad- und Wanderweg auf der so genannten Sambatrasse eröffnet, der ungefähr vom Wuppertaler Zoo bis zum Bahnhof Küllenhahn in Wuppertal-Cronenberg reicht. Seit 2007 ist die Sambatrasse als (Rad-)Wanderweg bis zum damaligen Endhaltepunkt Wuppertal-Cronenberg Bhf nutzbar.
Unter dem Forst befindet sich der 2006 eröffnete und ca. 1800 Meter lange Burgholztunnel, durch den die L 418 verläuft. Sie verbindet das Sonnborner Kreuz mit den Wuppertaler Südhöhen. Ursprünglich sollte diese Schnellstraßenverbindung aus Kostengründen oberirdisch ausgeführt werden; aus Gründen des Umweltschutzes wurde aber die aufwendige Tunnelvariante gewählt.

## Geschichte

### Mittelalter
Das Waldgebiet Burgholz besitzt eine weitgehend regionaltypische Entwicklungsgeschichte. Bis zum 8. Jahrhundert kaum erschlossen, wurde mit Gründung der Grafschaft Berg infolge von Ansiedelungen und Rodungen die Waldfläche immer stärker zurückgedrängt. Ausgangs des Mittelalters nahm der Raubbau immer größere Ausmaße an. Neben dem wachsenden Verbrauch von Holz als Bau- und Brennmaterial wurden vor allen Weideflächen für die Viehwirtschaft dem Wald abgerungen. Der Wald verbuschte in großen Teilen, man sprach daher als Landschaftsform von dem Bergischen Busch.

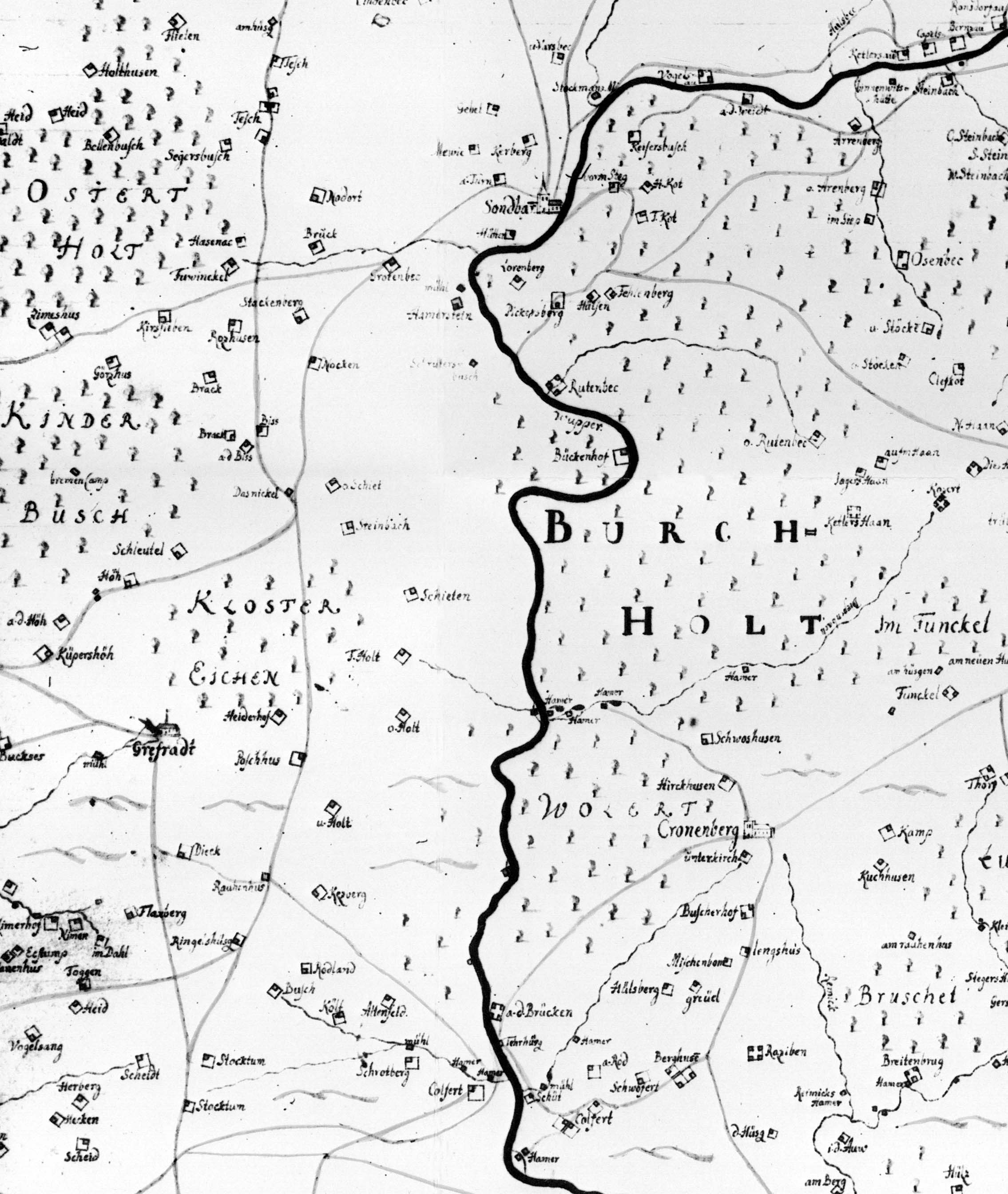
Karte des Burgholz von Erich Philip Ploennies (1715)

Das Kernrevier des Burgholz gehörte den Grafen von Berg, deren Hauptsitz und Burganlage Schloss Burg nicht weit entfernt lag. Der Name des Waldgebiets, sowie Ortsbezeichnungen wie Burggrafenberg (früher Burggrabenberg) weisen laut anderen Quellen aber ebenso auf einen Besitz der ehemaligen Burg Elberfeld sowie auf eine alte Ringwallanlage am Burggrafenberg hin, von der nur noch der Burggraben als Bodendenkmal erhalten ist.

### Beginn der Forstwirtschaft
Gegen Ende des 18. Jahrhunderts gab es erstmals eine geregelte Forstwirtschaft, die dieser Entwicklung entgegentrat. Als Nutzgehölze wurden in den folgenden Jahren bevorzugt Fichten und Kiefern angepflanzt, auch da sie als anspruchslosere Baumarten als einzige noch siedlungsfähig waren. Forstwissenschaftliche Erkenntnisse über die Vorteile einer Mischbepflanzung waren zu diesem Zeitpunkt aber noch nicht bekannt.
Der wachsende Bedarf an Bau- und Brennholz führte schnell zur Mittelwaldwirtschaft, die aber aufgrund des Aufkommens der Steinkohle als Brennstoff bis 1840 wieder aufgegeben wurde. Ab 1820 begann allmählich der Übergang zur Hochwaldwirtschaft und es wurden nun bevorzugt Europäische Lärche und Waldkiefer, aber auch Laubbäume angepflanzt.
Um 1860 wurde ein Nadelwald-Laubwald-Verhältnis von 1:2 erreicht, wobei geschlagene Rotbuchenflächen sukzessive durch Eichenanpflanzungen ersetzt wurden. Der Anteil der Fichten war 20 %. Die erste Anpflanzung von Gehölzen anderer Kontinente begann um 1900 mit der Ansiedelung von Weymouthskiefer (Pinus strobus), Amerikanischer Roteiche (Quercus rubra), Douglasie (Pseudotsuga menziesii) und Japanischer Lärche (Larix kaempferi). Gleichzeitig nahm der Fichtenanteil wegen Rauchschäden, einer frühen Form der Waldschädigung durch Schadstoffemissionen, ab.

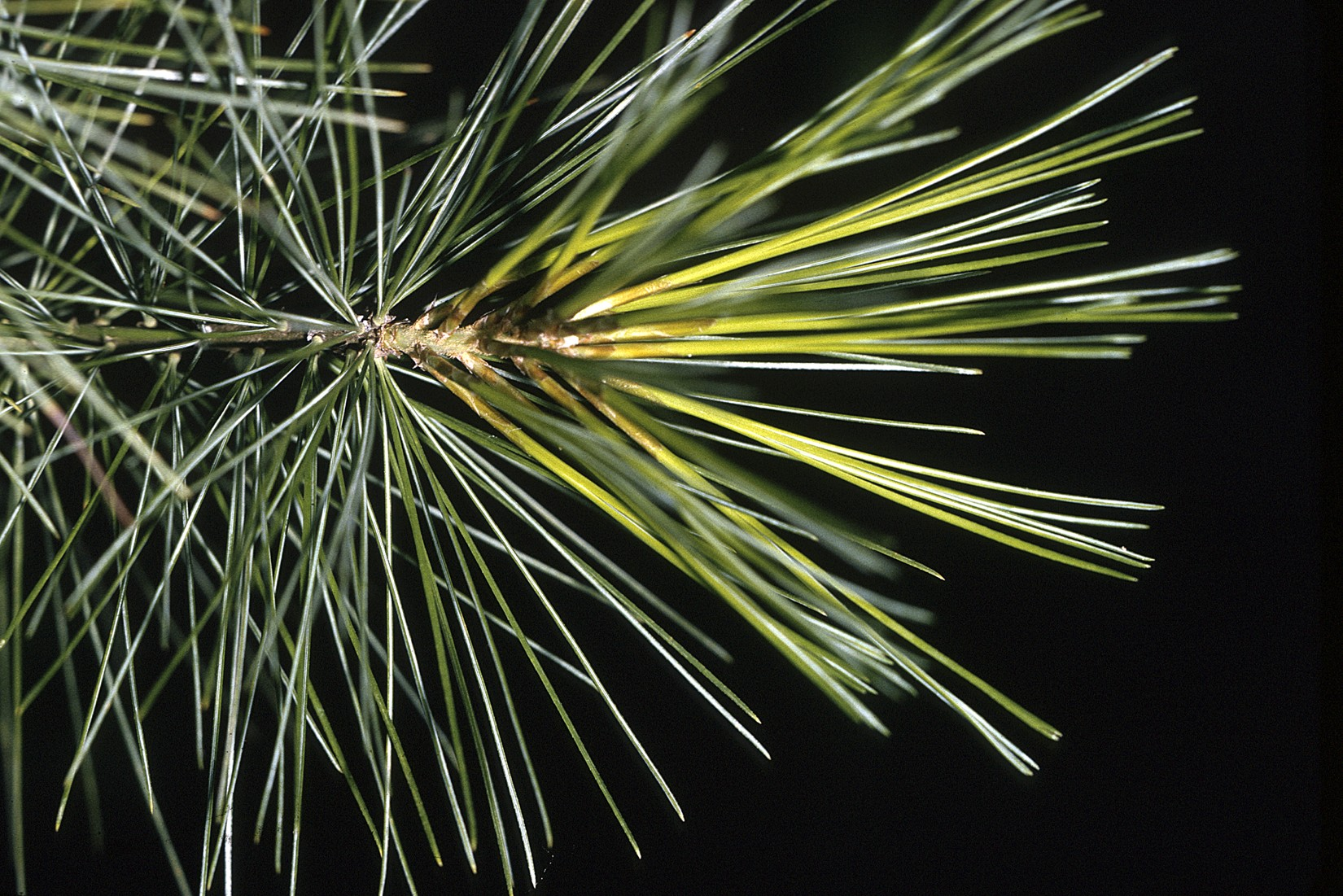
Die langen Nadeln der Weymouthskiefer
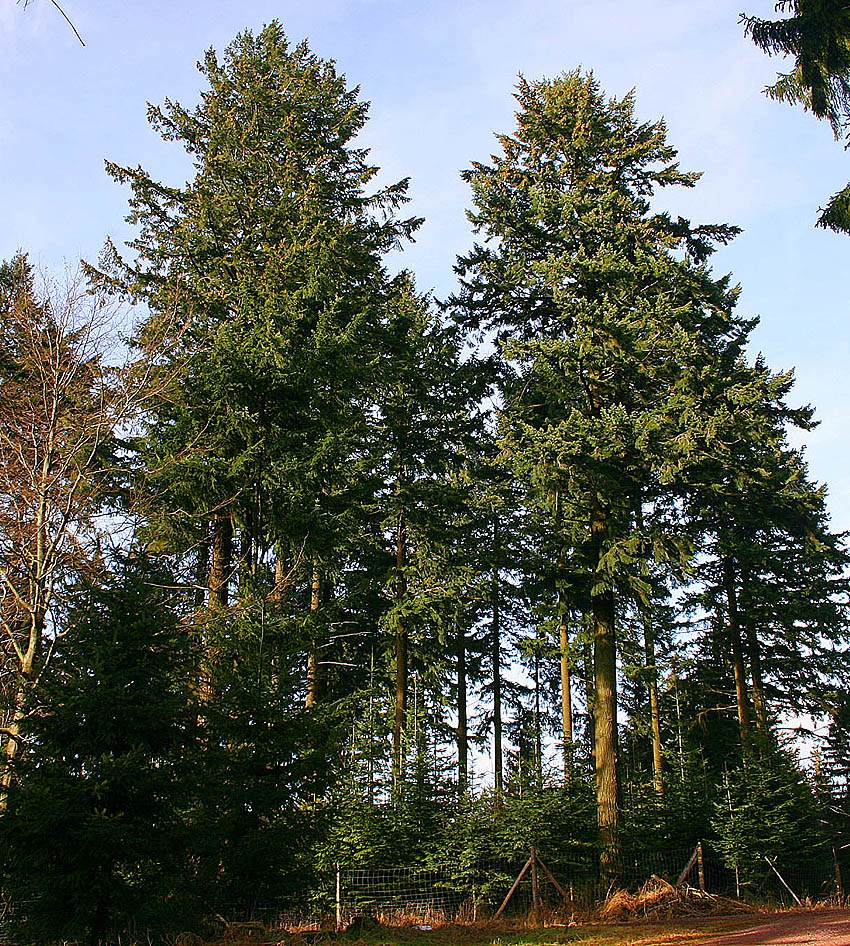
Über 100-jährige Douglasien

### Kriegs- und Nachkriegsjahre
Die nächste große Zäsur ergab sich in den Kriegs- und Nachkriegsjahren des Zweiten Weltkriegs. Der Mangel an Brennstoffen führte wieder zu einer übermäßig starken Abholzung, besonders der Wuppertaler Wälder. Neuanpflanzungen erfolgten mit schnellwüchsigen und schadstoffresistenten Baumarten. Auch sollten rasch belebende Elemente für die Bevölkerung der nahen Großstädte geschaffen werden. Dieses Geschehen nahm der damalige Revierförster Heinrich Hogrebe zum Anlass, über Erhöhung der Baumartenquantität zum Zweck der effizienteren Bewirtschaftung nachzudenken. Auf Hogrebes Anregung hin wurde schon 1958 begonnen, regionaluntypische Baumarten anzupflanzen.

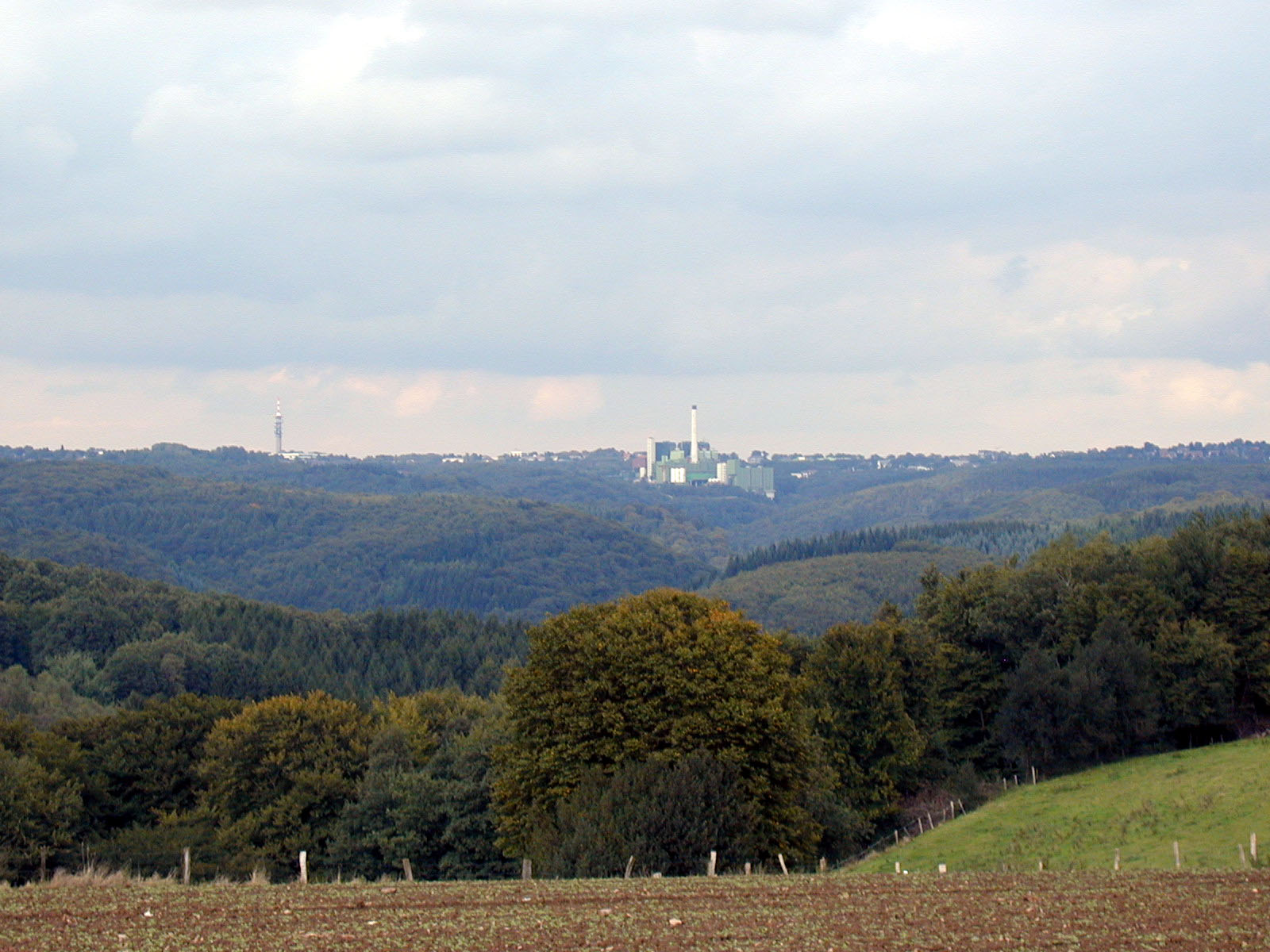
Blick über das Tal der Wupper, rechts die Müllverbrennungsanlage, links der Fernmeldeturm Rigi-Kulm

Anfang der 1970er-Jahre wurde der Forstbetriebsbezirk Burgholz von der Landesforstverwaltung NRW zum Versuchsrevier für den Anbau und die Erprobung verschiedener Baumarten bestimmt. Von vornherein sollte eine ökologische Verzahnung der Fremdhölzer mit heimischen Arten stattfinden. Dieses wurde durch das Anpflanzen innerhalb von Grundbeständen heimatlicher Gehölze erreicht. Ab 1972 wurden auch drei großflächige geographische Gruppenpflanzungen durchgeführt, die Gehölze jeweils eines Kontinents zusammenfassten.
1974 wurde ein 120 Hektar großes Waldstück namens „Piedboef“ westlich der Wupper auf Solinger Stadtgebiet angekauft und dem Staatsforst Burgholz zugeordnet. Dieses Waldstück wurde schon 1975 in die Anbauplanung der fremdländischen Baumarten einbezogen.
Heute ist das Arboretum im Staatsforst Burgholz das größte anerkannte deutsche Versuchsrevier zum Anbau von Gehölzen aus Fremdländern.
Anfang der 1990er Jahre machten die Schadstoffemissionen in Verbindung mit anderen Faktoren auch dem Staatsforst Burgholz zu schaffen. Buchen waren bis zu 40 %, Eichen bis zu 70 % von dem Phänomen des Waldsterbens betroffen. Eine leichte Erholung ist seitdem festzustellen, auch wenn diese nur sehr gering ausfällt.

## Geologie und Bodenkunde

### Entstehung

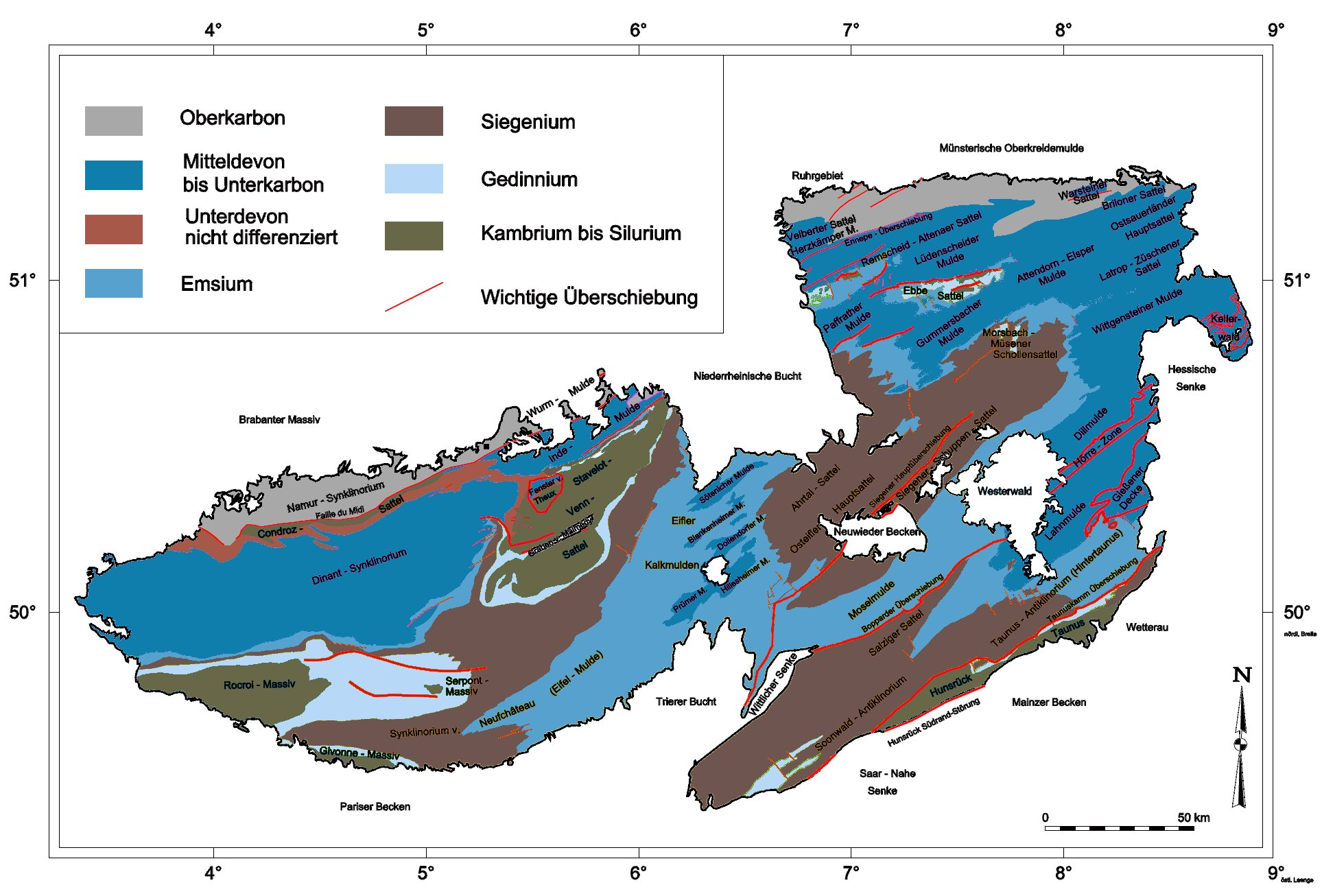
Der Remscheid-Altenaer Sattel im Rheinischen Schiefergebirge (oben rechts)

Geologisch zählt das Burgholz zum Remscheider Sattel (auch als Remscheid-Altenaer Sattel bezeichnet) im Rheinischen Schiefergebirge. Als Gestein findet sich Lagunen- und Schelf-Meeressediment eines Flachmeeres aus dem Unter- und Mitteldevon, das vor 300 bis 400 Mio. Jahren gebildet wurde. Die vorgefundenen Schichten beginnen in der höheren Eifel-Stufe und reichen bis in die Givet-Stufe hinein. Das durchschnittliche Alter liegt bei 380 Mio. Jahren, gleichwohl die Fazies über einen längeren Zeitraum betrachtet werden muss und kein fixer Zeitpunkt der Entstehung genannt werden kann.

### Gesteinsschichten
Im Gegensatz zu der im Gebiet Wuppertals üblichen Vielfalt an Gesteinsschichten sind die des Burgholzes weitestgehend homogen. Der Schichtenaufbau ist vom Typ Brandenbergschicht (selbstständige Abfolge des Lenne-Schiefers), eine Schichtfolge des Rheinischen Schiefergebirges, die erstmals beim Brandenberg südlich von Iserlohn-Letmathe erforscht wurde.
Die Mächtigkeit der Brandenbergschicht liegt bei 750 m. Die Schichtenfolge besteht überwiegend aus einer kalkfreien Abfolge von grauen und rötlichen Schiefern, durchsetzt mit Grauwackebänken. (Grauwacke ist eigentlich geologisch inkorrekt, da es sich um Sandstein handelt. Die traditionell amtliche Bezeichnung lautet dennoch Grauwacke.) Im nördlichen Zipfel des Burgholzes geht die Brandenbergschicht in die Untere Honselschicht über. Die Gesteinsfolgen der umgebenden Region unterscheiden sich deutlich von der des Burgholzes.

### Fossilien

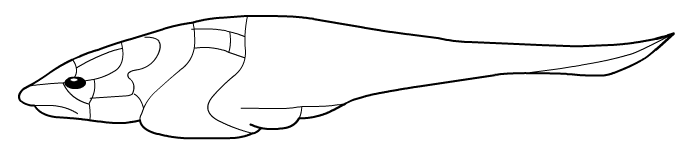
Panzerfisch (ausgestorben)

Obwohl in der Brandenbergschicht relativ wenige Fossilien vorhanden sind, finden Paläontologen durchaus auch fossile Reste der ursprünglichsten Sprosspflanzen (Asteroxylon elberfeldense, Hicklingia erecta, Calamophyton primaevum, Hyenia elegans, Aneurophyton germanicum, Protopteridium thomsonii und Duisbergia mirabilis), manchmal auch Muscheln (oft Archanodon rhenanus, Myophoria oblonga und Modiomorpha waldschmidti) und Armfüßer (Spiriferen und Rhynochelliden). Auf Interesse stieß auch eine Panzerfisch-Platte (Placodermi).

### Bodenbildung
Aus den devonischen Verwitterungsprodukten und überlagerten Fließerden aus dem Diluvium sind überwiegend einheitliche, nährstoffarme bis mäßig nährstoffarme Braunerden mit unterschiedlichem Stein- und Grusgehalt entstanden. Die Böden sind meist mittel- bis tiefgründig mit guter Wasserversorgung.

### Wupperablagerungen
Die jüngeren Ablagerungen erfolgten in Form von Wupper-Terrassen während der Kaltzeiten vor 400.000 und 15.000 Jahren. Der Fluss führte während der Tauperioden stark erhöhtes Wasser und lagerte dadurch Schotterkörper an den Hängen des Wuppertals ab. Die älteren Terrassen finden sich bis zu 45 m oberhalb des Flusspegels, die jüngeren kaum höher als das heutige Flussniveau.

## Ökologie

### Flora

#### Einheimische Population

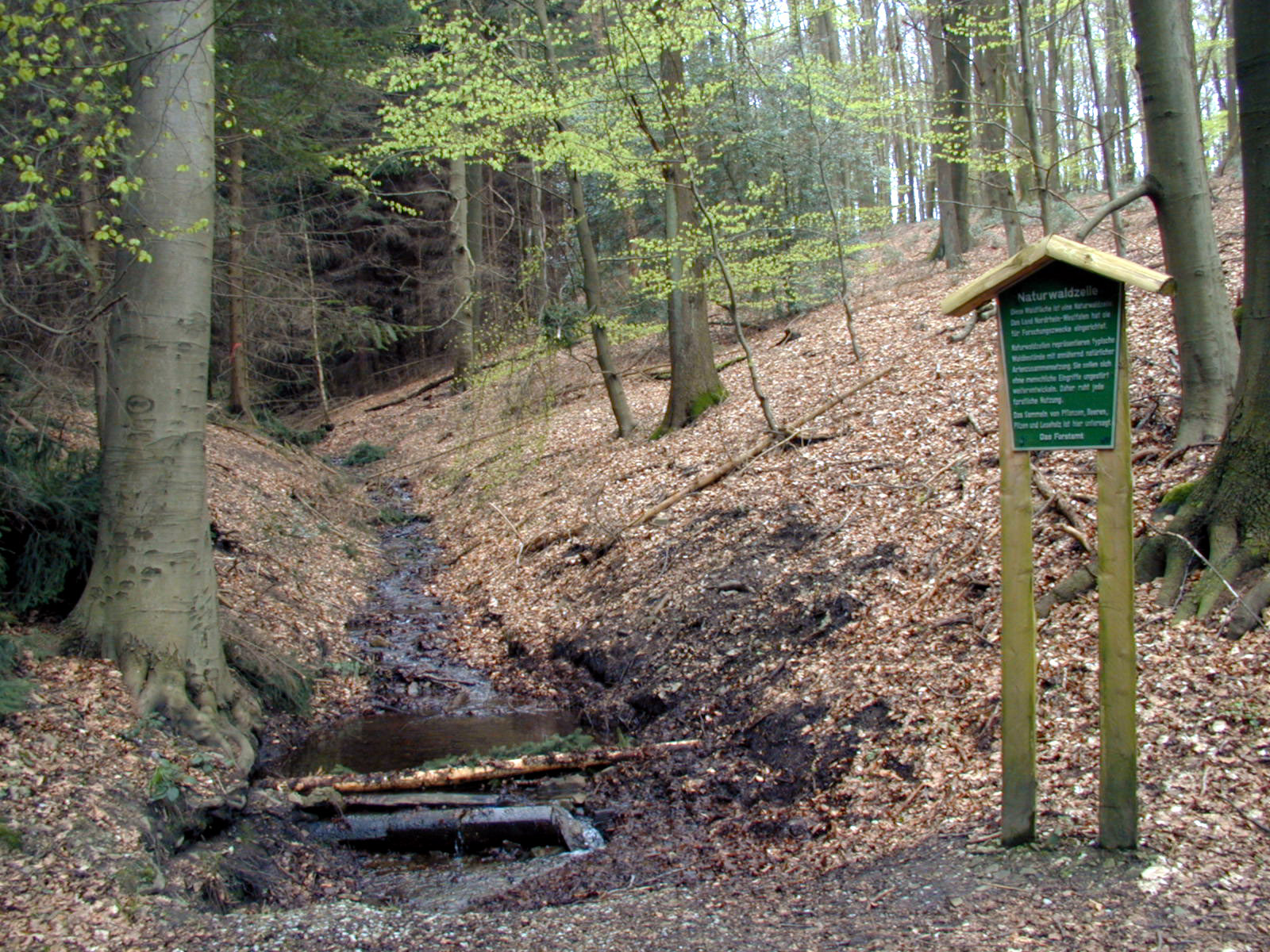
Naturwaldzelle Meersiepenkopf östlich der Wupper

Die einheimische Waldlandschaft umfasst nur knapp 30 Baumarten, von denen nur fünf in einer nennenswerten Anzahl zu verzeichnen sind. Es überwiegt seit dem ausgehenden Mittelalter ein Hainsimsen-Buchenwald (Fagus), ergänzt in der Oberschicht von Eichen (Quercus), sowie geringen Anteilen von Birken (Betula), Fichten (Picea) und Europäischer Lärche (Larix decidua). Die Mittelschicht wird zumeist von Buchen gebildet.
In der Unterschicht finden sich häufig die Europäische Stechpalme (Ilex aquifolium), sowie Eberesche (Sorbus aucuparia), Buchen, Fichten, Berg-Ahorn (Acer pseudoplatanus L.) und Birken.
Die Begleitflora umfasst neben der Stechpalme weitgehend auch Brombeeren (Rubus fruticosus agg.), Sauerklee (Oxalis), Knoten-Braunwurz (Scrophulariaceae), Brennnessel (Urtica) Mauerlattich (Mycelis muralis), Springkraut (Impatiens) und verschiedene Farne (Filicinophyta).
Als weitere Waldlandschaften und Biotope finden sich Rotbuchenhochwälder, Birken-Hainbuchenwälder sowie Feucht- und Sumpfgebiete und freie Heideflächen.

#### Die NaturwaldzellenSteinsieperhöhundMeersiepenkopf

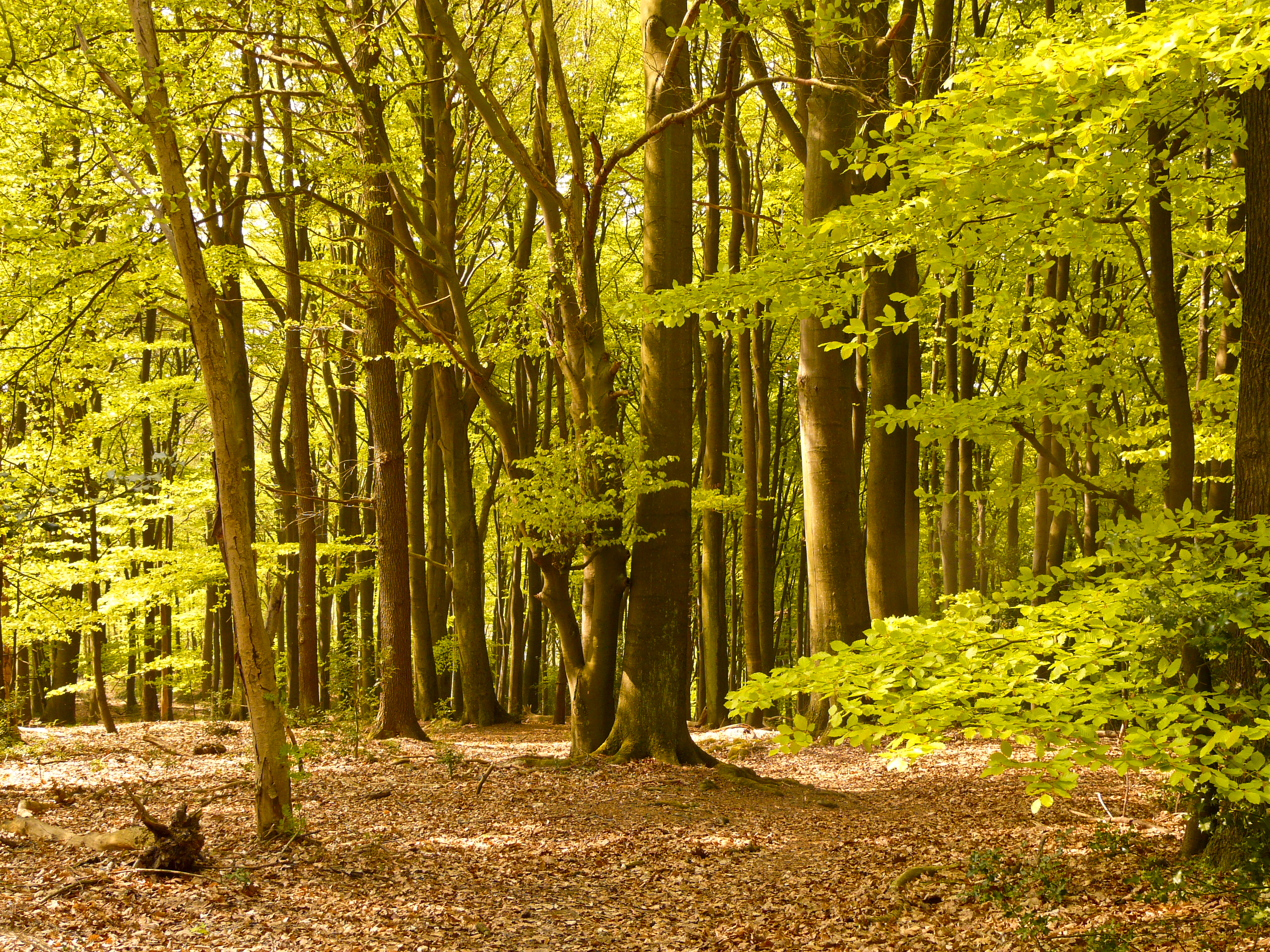
Auf dem Weg zum Urwald – die Meersiepenkopf-Naturwaldzelle

Im Rahmen des bundesweiten Naturwaldzellenprogramms wurden zwei Bereiche des Staatsforstes Burgholz als Naturwaldzellen ausgewiesen. In diesen Naturwaldzellen mit einer Kernfläche von 12,9 (Meersiepenkopf) bzw. 5,3 Hektar (Steinsieperhöh) sollen sich regionale Waldlandschaften ohne jeglichen Eingriff des Menschen natürlich entwickeln. Teile der Naturwaldzellen sind vor Wildverbiss durch Umzäunung geschützt. Man erhofft sich davon forstwissenschaftliche Erkenntnisse über die natürliche Regeneration des Waldes und naturnahe forstwirtschaftliche Anbauverfahren.
Die Naturwaldzellen befinden sich zum einen im Quellgebiet des Steinsiepen, eines Nebenbachs des Burgholzbachs, und im Oberlauf des Bachs Großer Meersiepen, eines Nebenbachs der Wupper. Sie besitzen jeweils einen regionaltypischen Bestand eines Hainsimsen-Buchenwaldes mit einigen Traubeneichen und Unterwuchs aus Stechpalme. Das Alter der Bäume wird mit 155 bis 185 Jahre (2013) angegeben. Diese Flächen unterliegen seit 1972 nicht mehr der Bewirtschaftung und entwickeln sich demnach durch die natürliche Sukzession zu einem „neuen Urwald“. Die Flächen sind in 20 × 20 m große Quadrate aufgeteilt, in denen alle zehn Jahre Art, Durchmesser, Vitalität und soziologische Stellung der Bäume untersucht werden.

### Fauna

#### Säugetiere
Die höheren Tierarten umfassen das regional übliche Spektrum an Rot-, Reh- und Schwarzwild, Füchsen und kleinen Säugern (Hasen, Dachse, Marder etc.). Aufgrund des Schwerpunktes auf dendrologischen Forschungen werden die Bestände des Schalenwilds kleingehalten, um den Wildverbiss zu begrenzen. Dementsprechend sind die Populationen in den herkömmlich bewirtschafteten Waldteilen etwas stärker.

#### Entomofauna

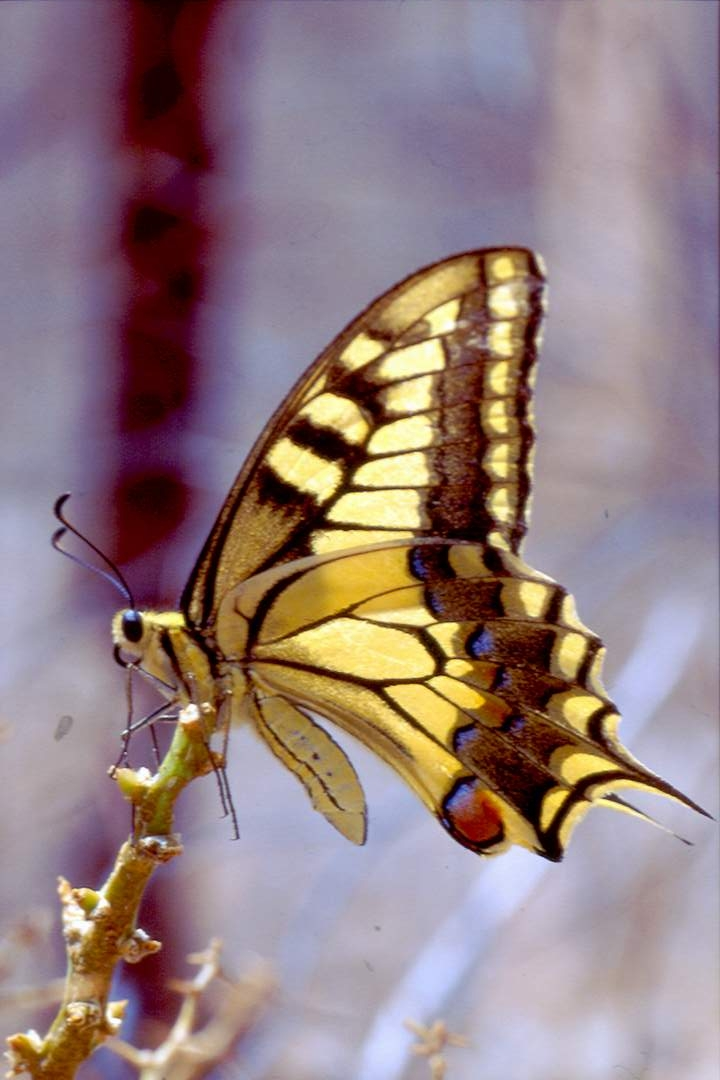
Schwalbenschwanz

In den herkömmlich bewirtschafteten Waldteilen finden sich laut einer Zählung der zoologischen Abteilung des Wuppertaler Fuhlrott-Museums je nach Baumbestand zwischen 81 und 96 Käferarten. In Mischgebieten von einheimischen und fremdländischen Baumarten ist sogar eine vermehrte Anzahl von 112 Arten gezählt worden. Den als Waldschädlingen geltenden Arten wie Borkenkäfer und Rüsselkäfer steht eine ausbalancierte Anzahl an natürlichen Feinden wie Rindenkäfer und Wurzelkäfer gegenüber. Milbenarten stellen mit 100.000 Individuen pro Quadratmeter Bodenfläche die häufigsten Organismen. Die Mischbepflanzungen sowie die natürliche Waldwirtschaft haben einen messbar positiven Einfluss auf den Artenreichtum und dessen Zusammensetzung.
Insgesamt 423 Großschmetterlingsarten sind im Burgholz bestimmt worden, darunter bedrohte und seltene Arten wie Pestwurzeule (Hydraecia petasitis) und Wegerichbär (Parasemia plantaginis).
Häufige Arten sind Sackträger (Psychidae), Schneespanner (Apocheima pilosaria), Großer Frostspanner (Erannis defoliaria), Großes Jungfernkind (Archiearis parthenias), Kleiner Fuchs (Aglais urticae), Tagpfauenauge (Inachis io), Zitronenfalter (Gonepteryx rhamni), Rundflügel-Kätzcheneule (Orthosia cerasi), Nagelfleck (Aglia tau), Großer und Kleiner Kohlweißling (Pieris brassicae, Pieris rapae), Aurorafalter (Anthocharis cardamines), Faulbaum-Bläuling (Celastrina argiolus), Schwalbenschwanz (Papilio machaon), Rostfarbiger Dickkopffalter (Ochlodes sylvanus), Mädesüß-Perlmuttfalter (Brenthis ino).

#### Avifauna
Auch die Vogelwelt setzt sich aus regionaltypischen Arten zusammen. Je nach Jahreszeit lassen sich unterschiedliche Arten gut beobachten.
In den Wintermonaten sind es: Amsel, Blaumeise, Bergfink, Buchfink, Buntspecht, Dompfaff, Eichelhäher, Erlenzeisig, Gartenbaumläufer, Grünfink, Haubenmeise, Kernbeißer, Kleiber, Kohlmeise, Rotdrossel, Schwarzspecht, Tannenmeise, Wasseramsel und Wintergoldhähnchen. Habicht und Mäusebussard stellen die Prädatoren.

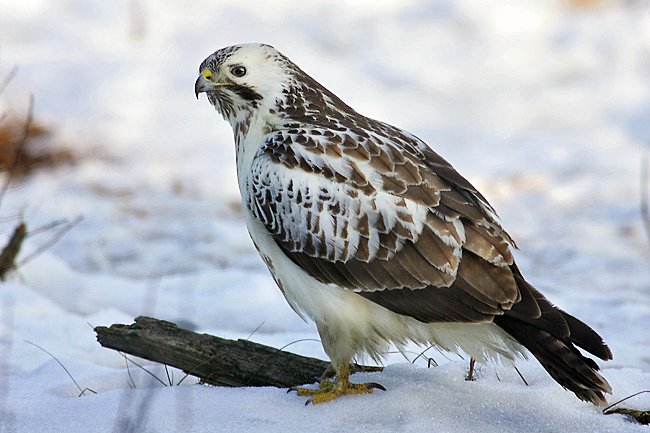
Mäusebussard

Im Frühjahr treffen nach und nach die Zugvögel ein. Neben den Arten, die sich hier niederlassen, nutzen viele weiter nördlich brütende Zugvogelarten das Burgholz als Rastplatz. Zu beobachten sind: Bachstelze, Feldschwirl, Fitis, Gartengrasmücke, Gartenrotschwanz, Gebirgsstelze, Grauschnäpper, Haussperling, Kuckuck, Mönchsgrasmücke, Mauersegler, Mehlschwalbe, Nachtigall, Pirol, Rauchschwalbe, Ringeltaube, Rotkehlchen, Singdrossel, Star, Teichrohrsänger, Trauerschnäpper, Wacholderdrossel, Waldkauz, Waldohreule, Zaunkönig und Zilpzalp.
Im Sommer ist bei einigen Arten schon die Zweitbrut flügge. Es dominieren nun die Hochsommersänger wie Mönchsgrasmücke, Ringeltaube und Bluthänfling. Mäusebussarde und Turmfalken kreisen über dem Wald. Ab August ziehen die ersten Zugvögel ab. An der Wupper fischt der Graureiher.
Im Herbst wird das Burgholz wieder Station für die südwärts ziehenden Zugvögel. Feldlerche, Wiesenpieper, Rauchschwalbe und Kranich werden oft beobachtet. Fichtenkreuzschnäbel ernähren sich von Fichtenzapfensamen.

## Das Naturschutzgebiet Burgholz
1992 wurden erstmals kleinere Bereiche um die Naturwaldzellen unter Naturschutz gestellt. Diese nur wenige Hektar großen Schutzgebiete erfuhren 2005 eine starke Erweiterung auf eine Fläche von mehr als 600 Hektar, so dass heute der größte Teil des Burgholzes als zweitgrößtes Naturschutzgebiet des Bergischen Landes ausgewiesen ist.
Die Unterschutzstellung hat das Ziel, natürliche bergische Waldgesellschaften wie Hainsimsen-Buchenwald (Luzulo luzuloides-Fagetum), Bach-Eschen-Wald (Carici remotae-Fraxinetum), Bachbegleitender Erlenwald (Stellario nemorum-alnetum glutinosae), Eichen-Birkenwald auf flachgründigen Felsstandorten (Betulo-Quercetum) zu erhalten. Neben Waldlandschaften stehen weitere Biotoptypen wie Quellen, naturnahe Bachläufe, bachbegleitende Feuchtwiesen, Feuchtbrachen, Hochstaudenfluren, Pestwurzfluren und Stillgewässer unter Schutz.
Weitere Schutzziele sind:
- die Erhaltung und Förderung der Waldlebensgemeinschaften mit den für die natürlichen Laubwaldgesellschaften typischen Artenspektren in unterschiedlichen Bestandsaltern und standörtlichen Variationen sowie der Lebensstätten von seltenen, gefährdeten sowie landschaftsraumtypischen Tier- und Pflanzenarten in großen zusammenhängenden Waldökosystemen.
- die Erhaltung der charakteristischen waldgebundenen Säugetier-, Vogel-, Reptilien-, Amphibien- und Wirbellosenfauna der Bergischen Waldflächen
- die Erhaltung der naturnahen Quellsiepen und Bachtäler

Daneben ist das Gebiet aus landeskundlichen, naturgeschichtlichen und erdgeschichtlichen Gründen sowie aus wissenschaftlichen Aspekten der Forstentwicklung und Waldökologie geschützt. Der Schutz erfolgt nicht zuletzt auch wegen der seltenen besonderen Eigenart und der hervorragenden Schönheit des Gebietes, der landschaftsgebundenen Naherholung und seiner Funktion als Naturerlebnis- und Bildungsraum.

## Sehenswürdigkeiten und Besonderheiten
Der Staatsforst Burgholz diente seit dem ausgehenden 19. Jahrhundert zunehmend der Erholung der Bürger der Städte Gräfrath, Cronenberg und der damaligen Großstädte Elberfeld und Barmen (1929 zur Großstadt Wuppertal vereinigt).

### Der nördliche Erholungswald

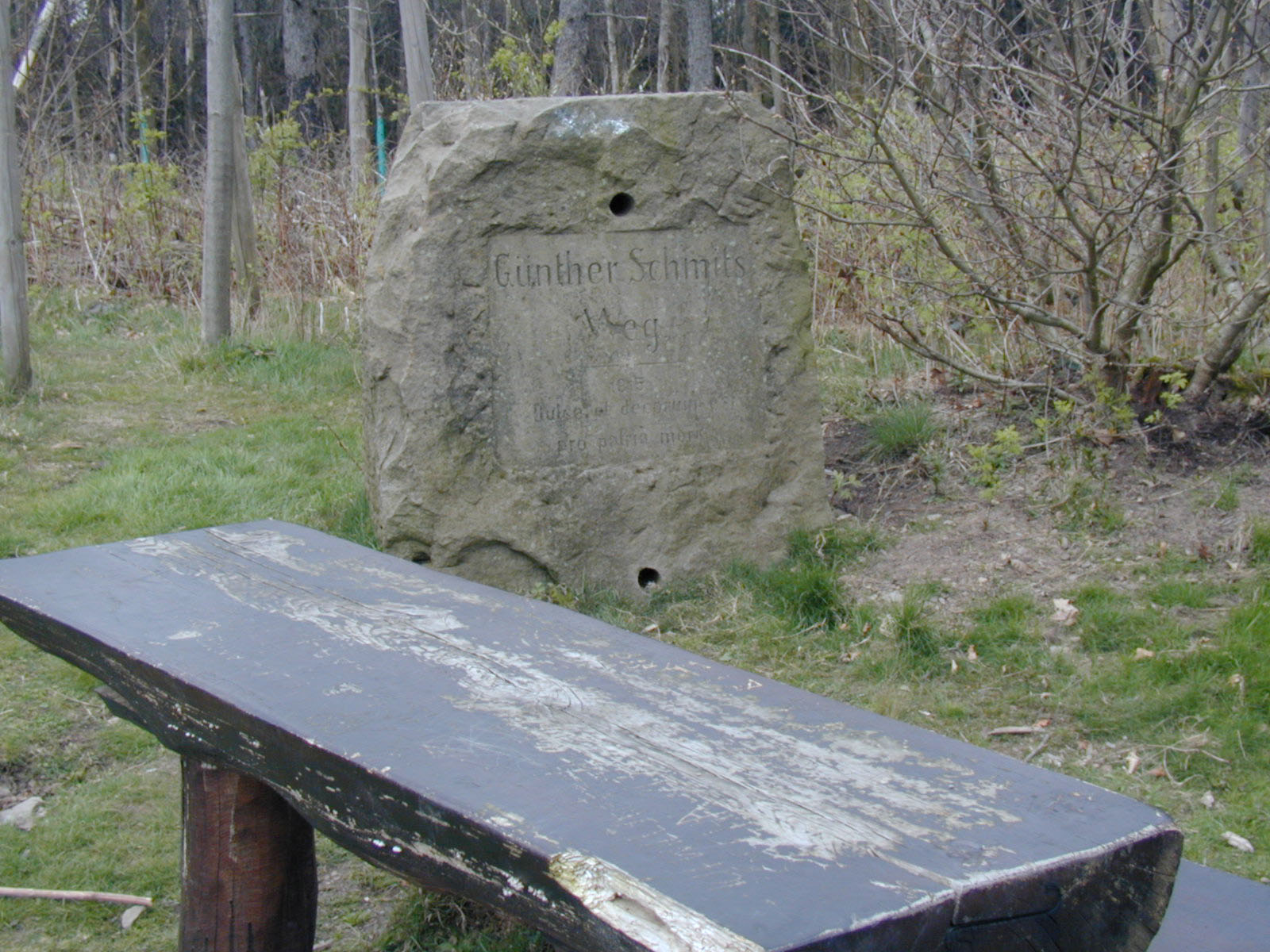
Günther Schmits Gedenkstein

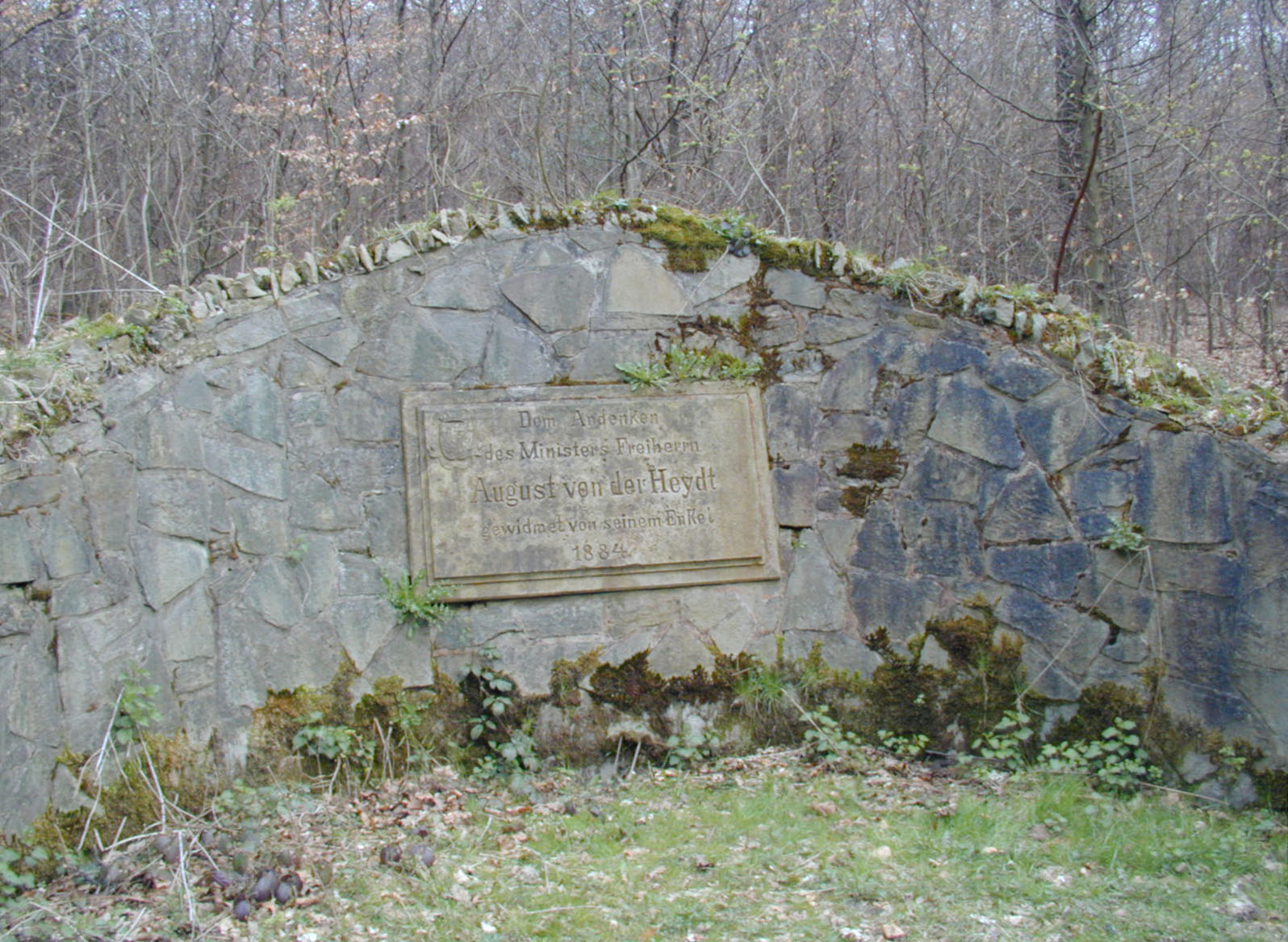
Gedenktafel für August von der Heydt

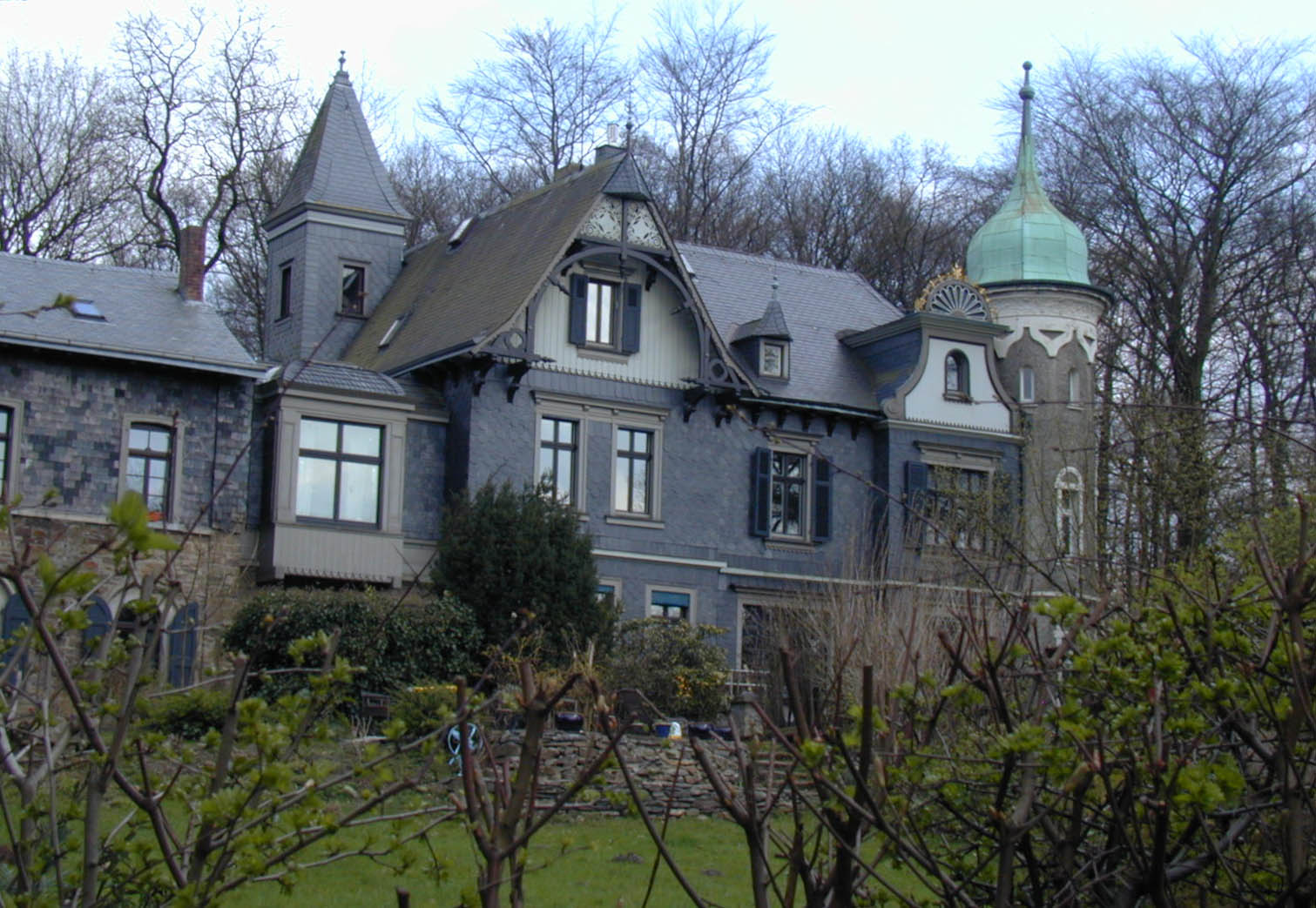
Auf der Königshöhe, das Sommerhaus Von-der-Heydt

Der Norden des Staatsforstes Burgholz hat im Gegensatz zu den südlich gelegenen Teilen mehr den Charakter einer bewaldeten Parkanlage und wurde Anfang des 20. Jahrhunderts auch offiziell als städtische Anlage geführt. Zahlreiche Gedenksteine und die namentliche Ausweisung einer Vielzahl von Waldwegen belegen die Funktion als Erholungsgebiet. 1872 entstand auf der Königshöhe ein Ausflugslokal. Hierdurch wurde das ehemalige Armenviertel „Am Elend“ mehr und mehr zum Naherholungsort. 1892 wurde nahe der Spitze des Kiesbergs mit dem Von-der-Heydt-Turm ein Aussichtsturm eröffnet. Nicht nur vom Aussichtsturm kann man sich eines Panoramablicks auf Elberfeld erfreuen, auch zahlreiche Waldschneisen bieten schöne Aussichten auf Elberfeld, Rutenbeck, Buchenhofen, Sonnborn und Vohwinkel. Zu schätzen wissen das insbesondere die Kleingärtner der nahe der Königshöhe in Hanglage gelegenen Kleingartenanlagen „In der Hoffnung“ und „In der Heiterkeit“.
Ein Ehrenfriedhof für die im Ersten Weltkrieg gefallenen Elberfelder Bürger komplettiert den parkähnlichen Charakter des Waldes. Ausgangspunkt für Spaziergänge in der Parkanlage war oftmals der Haltepunkt Boltenberg an der Burgholzbahn, die diesen Teil des Burgholzes in einer topografisch bedingten großen Schleife fast vollständig umrundete.
Der 1970 eingeweihte Kiesbergtunnel, ein doppelstöckiger Straßentunnel, unterquert mit einer Länge von knapp 1000 m den Erholungswald und verbindet das Elberfelder Stadtzentrum über die Landesstraßen L70 und L418 mit der Autobahn A46 am Sonnborner Kreuz.

#### Angrenzende Wohnquartiere
Im Norden des Waldes reichten die Elberfelder Armenviertel, die sich schnell den Namen „Elendstal“ oder „Am Elend“ erwarben, bis an den Von der Heydt'schen Privatwald und die städtischen Grünanlagen auf der oberhalb gelegenen Königshöhe heran. Hier standen nur Lehm- und Bretterhütten armer Bewohner. Johanna Faust begann 1868 die Gegend zu missionieren und erreichte, dass eine Kapelle errichtet werden konnte.
Im Kontrast dazu stand das bürgerliche Villenviertel am Zoologischen Garten, das ebenfalls an das Waldgebiet grenzt. Das Zooviertel entstand in der zweiten Hälfte des 19. Jahrhunderts auf dem Gelände „Am Kothen“. Ursprünglich beherbergte die Gegend am Westhang des Kiesberges nur einige Gehöfte und war im Besitz weniger Wuppertaler Familien. 1879 wurde die Aktiengesellschaft Zoologischer Garten gegründet. Sie erwarb den Südteil des Gebiets, auf dem 1881 der Wuppertaler Zoo eingeweiht wurde. Die Bahnstation Zoologischer Garten an der Strecke der Bergisch-Märkischen Eisenbahn-Gesellschaft wurde angelegt und von ihr eine erste Straßenverbindung zum Zoo gebaut.

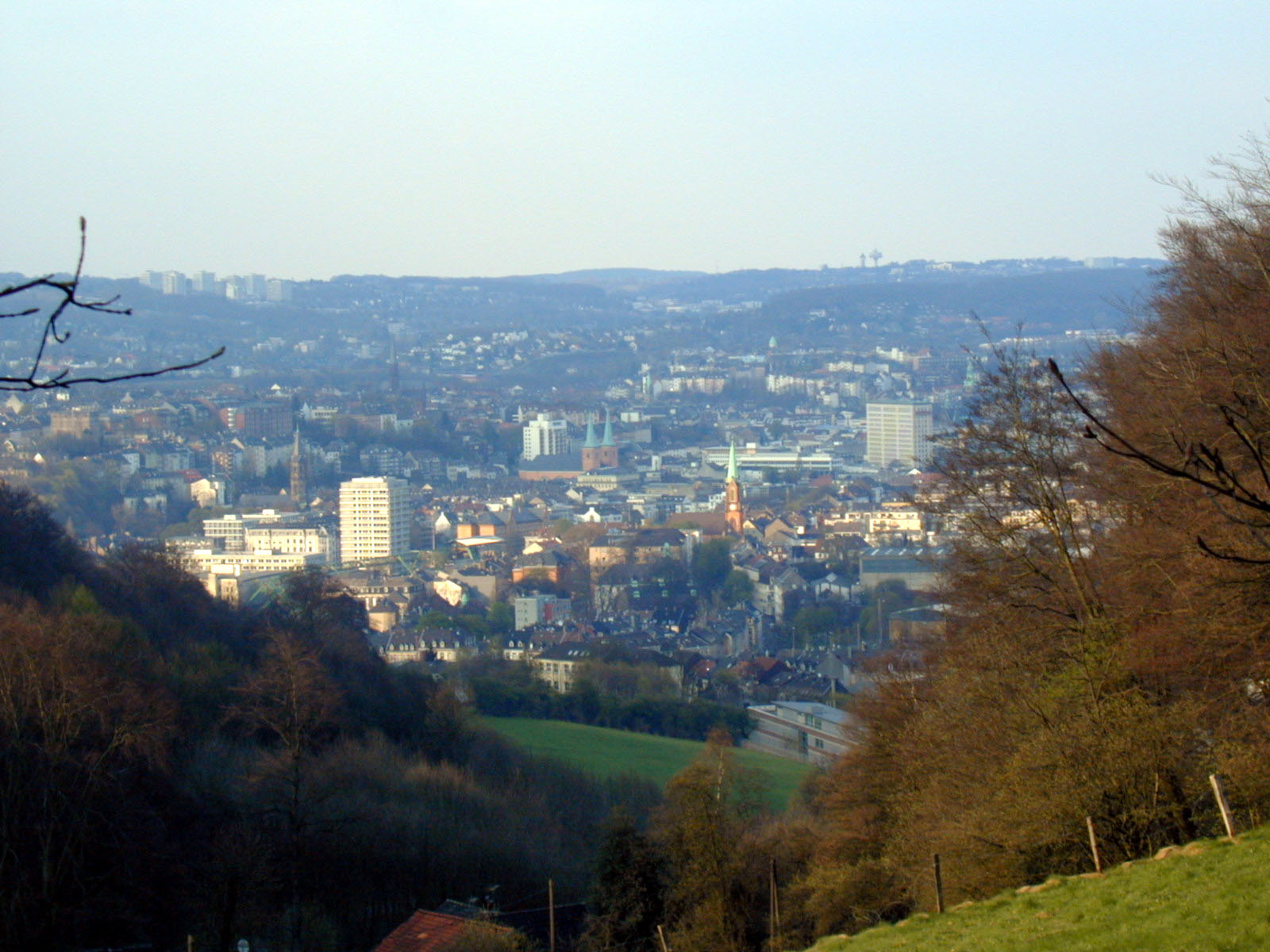
Blick vom Kiesberg auf Elberfeld

Nördlich des Zoos wurde durch die Firma Herrmanns & Riemann ein gehobenes Stadtviertel geplant. In den 90er Jahren des 19. Jahrhunderts wurden allmählich Straßen und erste Villen angelegt. Das Zooviertel ist heute noch ein gehobenes Wohngebiet, zahlreiche der Villen stehen unter Denkmalschutz. 1924 entstand am Wupperufer westlich des Zoos das heute denkmalgeschützte Stadion am Zoo.
Das Wohnviertel Boltenberg, südlich von Sonnborn am Hang gelegen, ist ebenfalls ein gehobenes Wohnviertel. Am westlichen Ende der städtischen Anlagen gelegen, bot es durch seinen Bahnhaltepunkt einen günstigen Ausgangspunkt für Spaziergänge im Wald oder auch im nahgelegenen Zoo. Das Kurhaus Waldesruh mit Blick auf den Wald über das Tal der Wupper bot sich für die weniger Aktiven an.

### Das Kerngebiet des Staatsforstes Burgholz
Das Kerngebiet des Staatsforstes Burgholz umfasst den Bereich nördlich und südlich des Burgholzbachs, dessen Tal auch Nöllenhammertal genannt wird. Von dem nördlichen Erholungswald wird es durch den Rutenbecker Bach getrennt, dessen Bachtal durch den dortigen Verlauf der autobahnähnlich ausgebauten Landesstraße L418 stark an Attraktivität verloren hat. Im Westen begrenzen der Lauf der Wupper und die Landesstraße L74 das Gebiet, auf deren gegenüberliegender Seite sich der Teil des Burgholzes anschließt, der Klosterbusch genannt wird.
Die Trasse der Burgholzbahn zieht sich durch den östlichen Teil des Forstes. Im Untergrund unterhalb der Trasse der Burgholzbahn wurde Ende 2005 der 1.800 m lange Burgholztunnel fertig gestellt, der den Lückenschluss zwischen zwei schon bestehenden Abschnitten der Landesstraße L418 bildete.

#### Der Burgholzbach und seine Sehenswürdigkeiten
Der Burgholzbach prägt mit seinem tiefen Tal das Kerngebiet des Burgholzes. Er entspringt in 284 m ü. NN nahe dem Freibad Neuenhof im Cronenberger Ortsteil Küllenhahn, fließt in westlicher Richtung und mündet nach 3,335 km auf 120 m ü. NN in der Wupper. Das Freibad wird von der nahe gelegenen Wuppertaler Müllverbrennungsanlage mit Wärme versorgt, so dass es ganzjährig genutzt werden kann. Bis zur Stilllegung der Burgholzbahn war das am Waldrand gelegene Schwimmbad über den Haltepunkt Neuenhof verkehrsgünstig angebunden.
Das Bachtal bildet laut dem Handbuch der naturräumlichen Gliederung Deutschlands eine eigene Naturräumliche Einheit mit der Nummer 338.051 (Burgholzberge) und gehört als Teil der Naturräumlichen Einheit 338.05 (Lichtscheider Höhenrücken) zu dem übergeordneten Naturraum 338 (Bergische Hochflächen).
Auf dem Gelände der am Waldrand gelegenen Müllverbrennungsanlage befindet sich ein Steinbruch, der sich nach Aufgabe der Bewirtschaftung mit Grundwasser füllte und in der lokalen Bevölkerung „Silbersee“ genannt wurde. Andere Teile des für die Öffentlichkeit nicht zugänglichen Steinbruchs werden mit den Verbrennungsrückständen der Müllverbrennungsanlage aufgefüllt. Die einzige Wuppertaler Großwindkraftanlage hat hier ebenfalls ihren Standort.

##### Frühe Nutzung der Wasserkraft

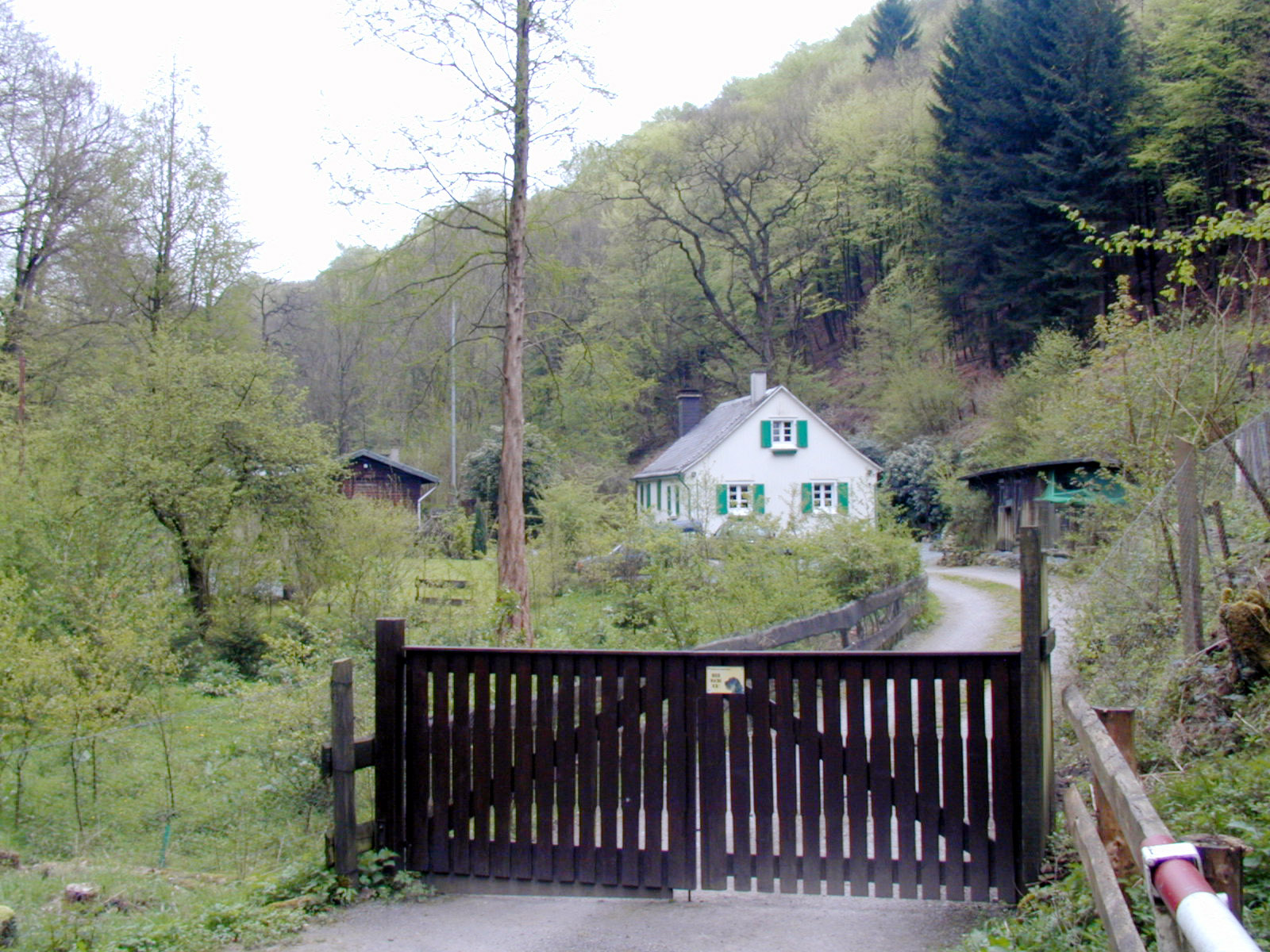
Der Nöllenhammer am Burgholzbach

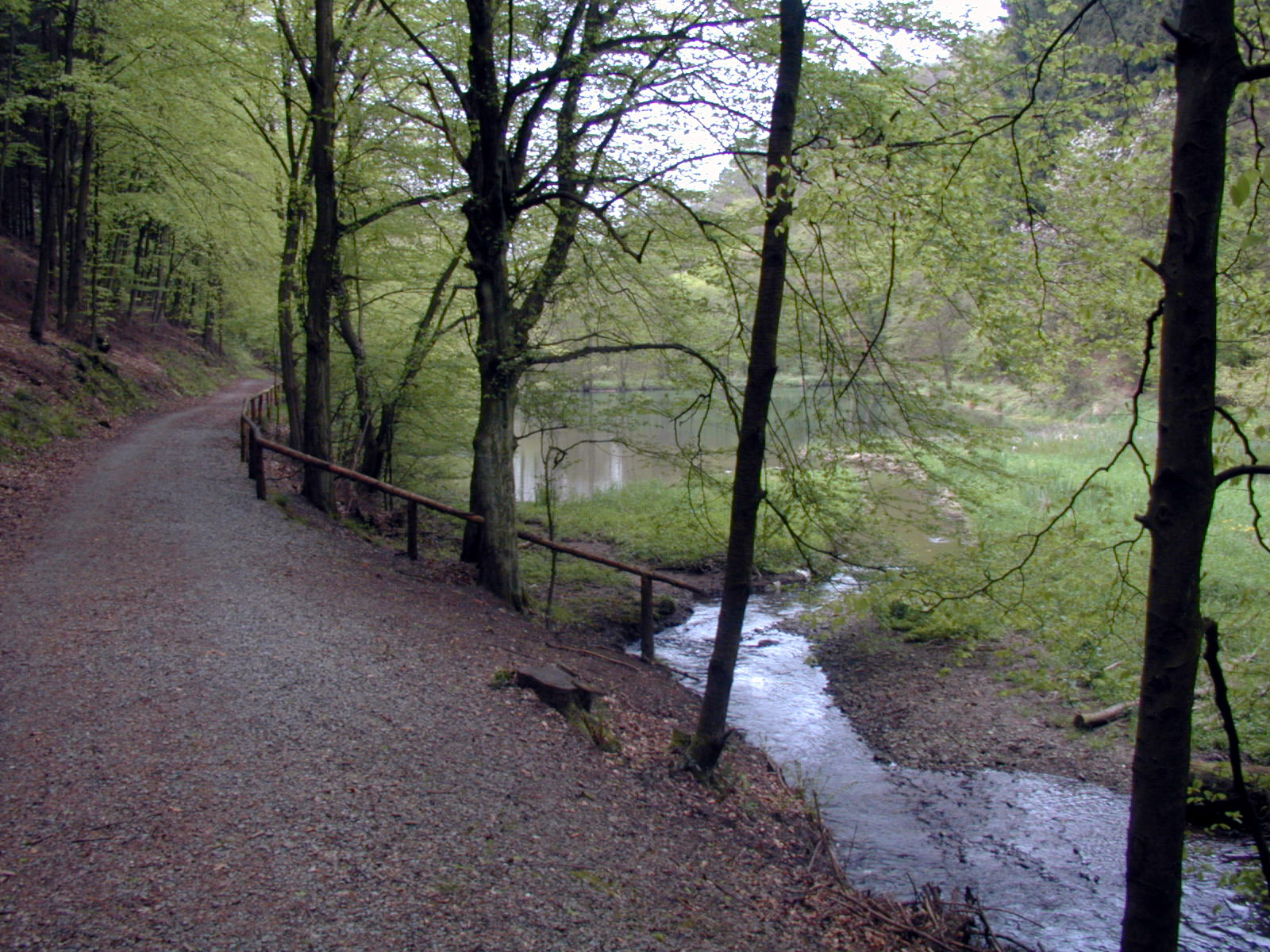
Stauteiche am Burgholzbach

Am Burgholzbach befinden sich Stauteiche, die Wasser für den Antrieb von Hammerwerken und Schleifkotten (siehe auch Kotten) aus der Zeit der Frühindustrialisierung bereithielten. Bis 2009 noch erhalten war der Nöllenhammer, bei dem sich auch das Cronenberger Wasserwerk, bestehend aus fünf Brunnen und einem Pumpwerk, befand. Von dem 1607 gegründeten Kremershammer kurz vor der Mündung des Burgholzbachs in die Wupper sind nur noch die Grundmauern erhalten. Vom Bremershammer, dem Plätzershammer, dem Evertshammer und dem Nöllenkotten sind dagegen kaum noch Spuren zu finden. Ein linksseitiger Nebenbach des Burgholzbachs speist ein Waldschwimmbad in Cronenberg.

##### Die Ringwallanlage am Burggrafenberg

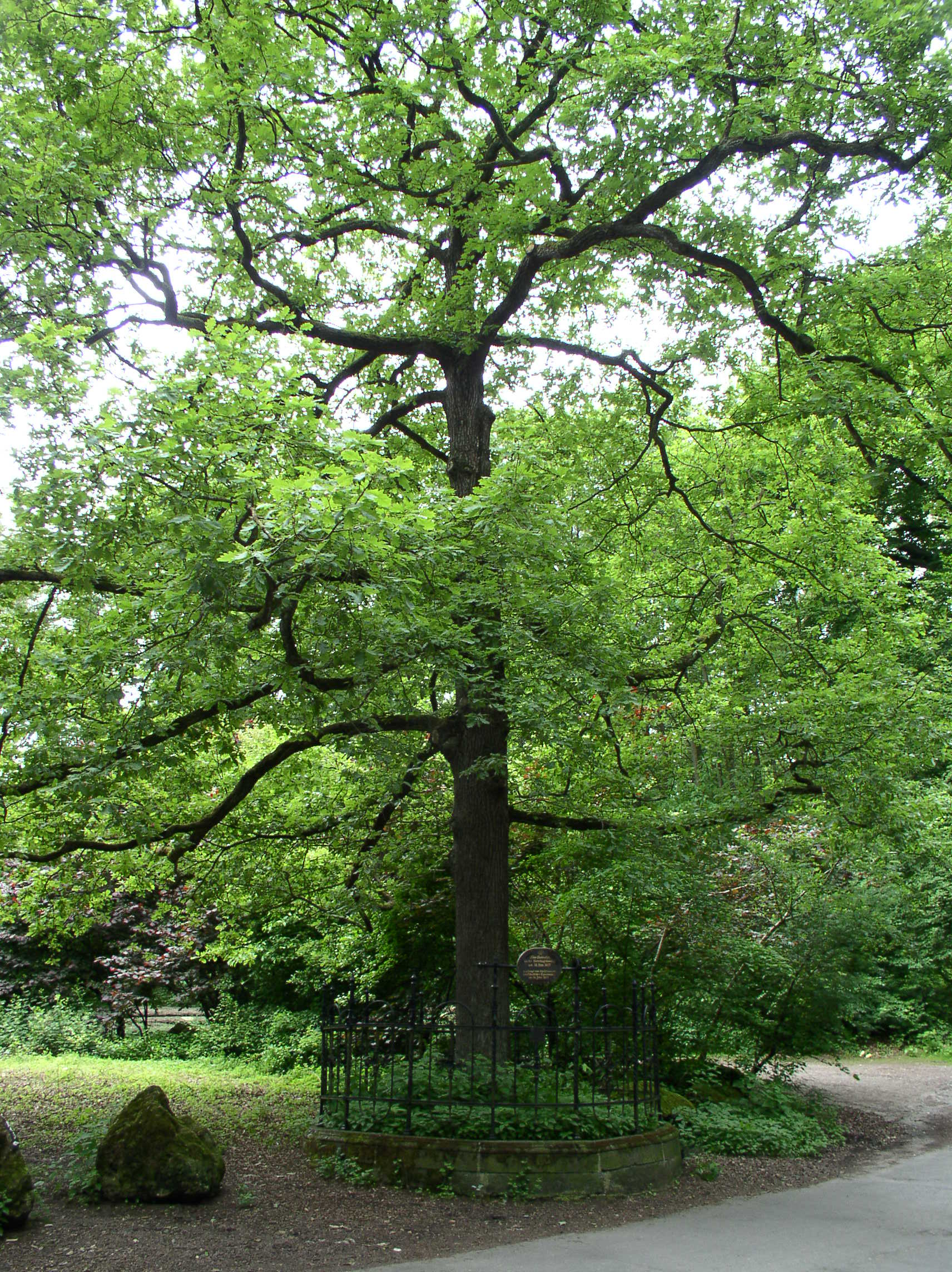
Die Kaisereiche

Am nördlichen Hang des Burgholzbachtals finden sich die Reste einer Ringwallanlage, deren Bezeichnung Burggraben für den Namen des Berges Burggrafenberg (282,8 m) Pate stand, an dessen Flanke sie sich befindet. Über die Historie der als Bodendenkmal eingetragenen Anlage ist wenig bekannt. Sie soll der Stammsitz eines „Ritters von Kronenburg“ gewesen sein. Die Anlage war vermutlich schon um 1715 vollkommen niedergelegt, da sie selbst im detaillierten regionalen Kartenwerk Topographia Ducatus Montani (Topographie des Herzogtums Berg) von Erich Philipp Ploennies nicht eingezeichnet ist.

#### Der Glasbach und seine Sehenswürdigkeiten
Das dem Burgholzbach benachbarte nördliche Bachtal wird vom Glasbach durchflossen. Er entspringt bei 251 m ü. NN zwischen dem Zimmerplatz und der im Wald gelegenen Bildungsstätte des Paritätischen Bildungswerks, die bis in die 1960er Jahre dem Müttergenesungswerk des Deutschen Roten Kreuzes diente. Der Glasbach fließt westlich durch das Arboretum Burgholz mit dem Schwerpunkt auf europäischen und kleinasiatischen Gehölzen und mündet nach knapp einem Kilometer auf 136 m ü. NN gegenüber den kommunalen Klärwerk Buchenhofen in die Wupper.
Vom Burgholzbach trennt ihn ein 282 m ü. NN hoher Höhenzug mit dem Burggrafenberg als höchster Erhebung. Auf diesem Höhenzug liegt neben dem abgeschiedenen und mittlerweile aufgelassenen Schießstand auch die Naturwaldzelle Steinsieperhöh. In unmittelbarer Nähe des Schießstandes, in der heutigen Naturwaldzelle „Steinsieperhöh“ wurden in der Zeit des Dritten Reiches, etwa Ende Februar/Anfang März 1945 30 osteuropäische Zwangsarbeiter (6 Frauen und 24 Männer) von der lokalen Gestapo hingerichtet und in einem Massengrab verscharrt. Eine Gedenktafel erinnert an das Verbrechen. Die Leichen der Opfer wurden im September 1945 exhumiert und auf dem Schorfer Friedhof im angeordneten Beisein der Bevölkerung beigesetzt. Der Zugang zu dem Arboretum liegt am Zimmerplatz, einem Kreuzungspunkt mehrerer Hauptwege im Forst, der neben Sitzgelegenheiten und einer Schutzhütte auch Informationstafeln beherbergt. Eine Vielzahl von Beschreibungstafeln erläutern im Arboretum Namen, Herkunft und Besonderheiten der Baumarten.

#### Der Rutenbecker Bach und seine Sehenswürdigkeiten
Ein weiterer Höhenzug trennt den Glasbach vom Rutenbecker Bach. Dieser Höhenzug geht nach Osten im Cronenberger Stadtteil Küllenhahn in die Wuppertaler Südhöhen über. Am Waldrand befinden sich der ehemalige Haltepunkt Bahnhof Burgholz der Burgholzbahn und die alte Fachwerkhofschaft Obere Rutenbeck. In der Nähe des Haltepunktes befindet sich als Naturdenkmal die Kaisereiche, die 1871 zur Erinnerung an die Gründung des Deutschen Reiches von Schülern eines Elberfelder Gymnasiums gepflanzt wurde.

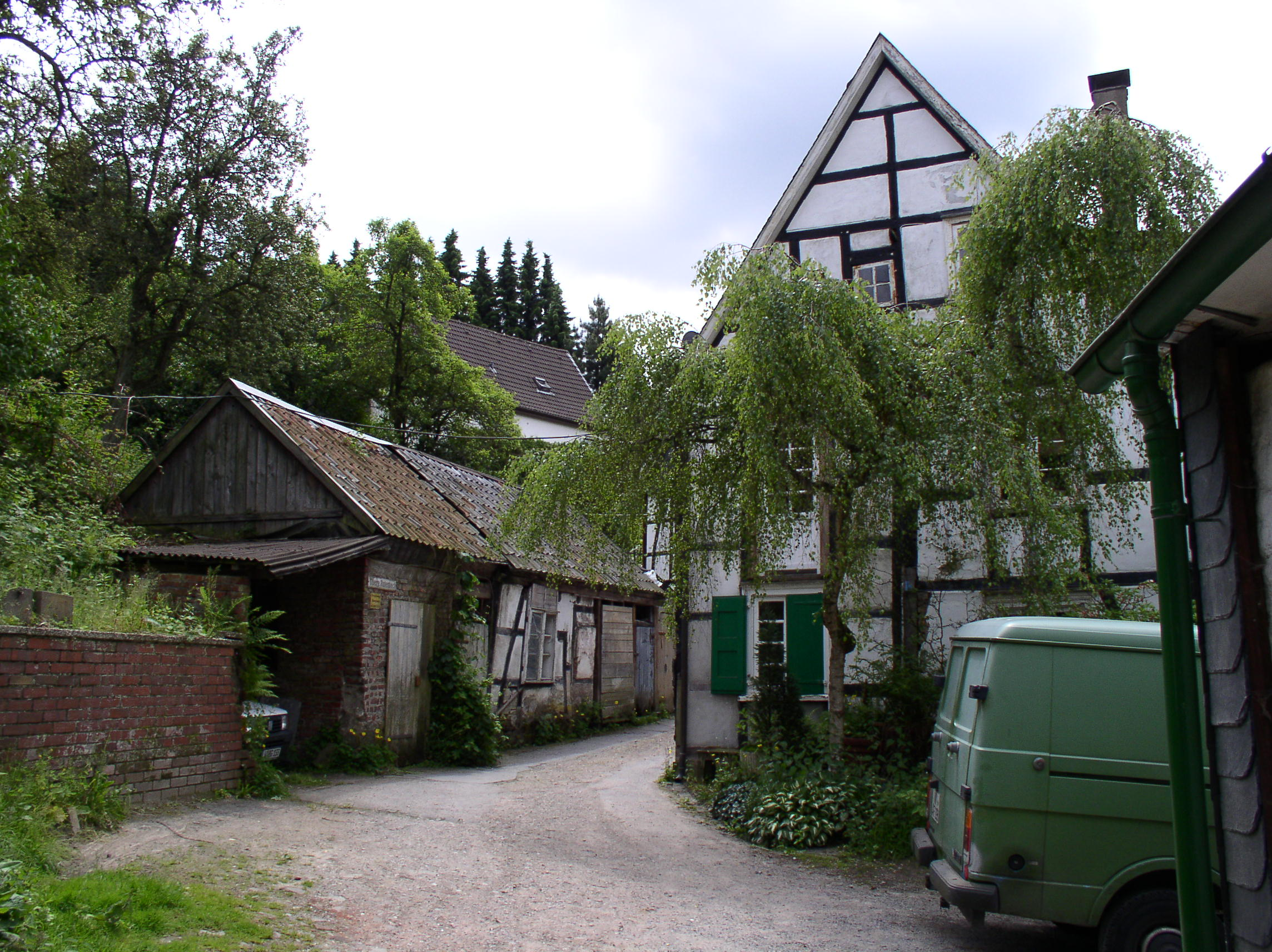
Ansicht in Obere Rutenbeck

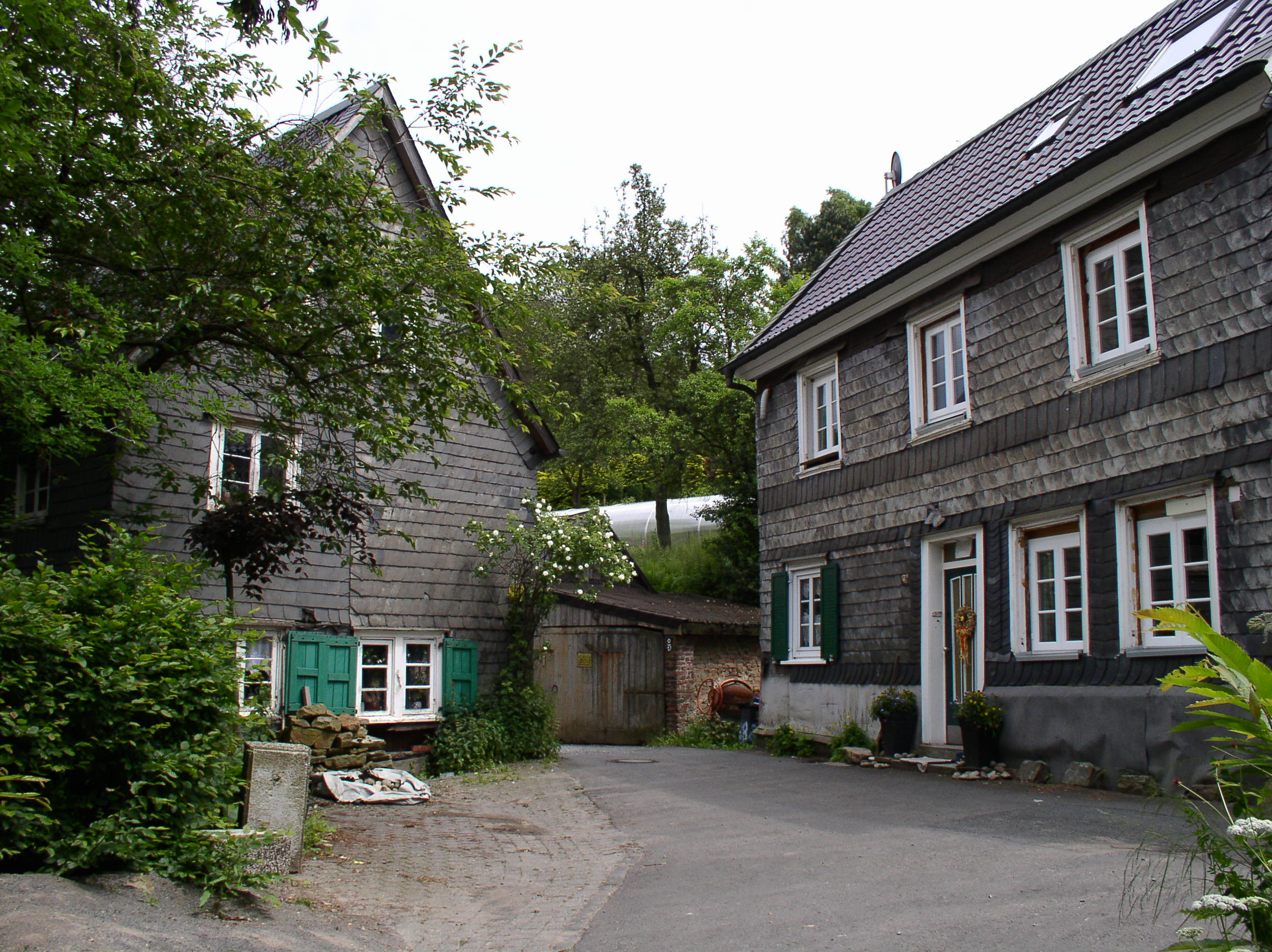
Ansicht in Obere Rutenbeck

Mitten im Wald auf dem Höhenzug liegen die Gebäude eines ehemaligen städtischen Kinderheims „Zur Kaisereiche“, welches früher eine Waldschule beherbergte. Das Kinderheim wurde 2008 geschlossen; in den Gebäuden will die Caritas ein stationäres Kinderhospiz einrichten, das 2010 eröffnet werden soll. Am zur Wupper abfallenden Westhang befindet sich die Naturwaldzelle Meersieperkopf.
Das Bachtal des Rutenbecker Bachs wird von der autobahnähnlich ausgebauten Landesstraße L418 dominiert, die von der ursprünglichen Naturbelassenheit wenig übriggelassen hat. Der Bach wurde für die Portale des Kiesbergtunnels und des Burgholztunnels abschnittsweise in ein neues, künstliches Bett verlegt. Der Bach selbst entspringt auf 281 m ü. NN bei der Fachwerkhofschaft Obere Rutenbeck im Cronenberger Stadtteil Küllenhahn und mündet nach 2,25 km bei der Jugendfarm Rutenbeck, einer erlebnispädagogischen Einrichtung der Stadt Wuppertal, auf 132 m ü. NN im gleichnamigen Stadtteil in die Wupper.

#### Entlang der Wupper
Auch das Tal der Wupper besitzt trotz der heute dominierenden, zweispurig ausgebauten Landesstraße L74 Sehenswürdigkeiten und historische Wüstungen.
Im Norden weitet sich das Tal und bietet in einer ausholenden Wupperschleife Raum für die kommunale Kläranlage Buchenhofen, die einen Großteil der Wuppertaler Abwässer reinigt. Schon im Jahre 1906 wurde an gleicher Stelle ein Klärwerk für die damals selbstständigen Großstädte Elberfeld und Barmen gegründet, das sich mit der Zeit, seit der Übernahme 1930 durch den Verband, zu einem der wichtigsten Klärwerke im Wupperverband entwickelte. Nach dem Zweiten Weltkrieg wurde es dann zum Großklärwerk Buchenhofen, es wurden unter anderem zahlreiche neue, mechanische Anlagen wie die Schlammverbrennungsanlage oder das Wasserkraftwerk errichtet. 2005 wurde der letzte Bauabschnitt fertiggestellt und rechtzeitig zum Jubiläum eröffnet.
An der Mündung des Burgholzbachs und des gegenüberliegenden Flockertsholzer Bachs befindet sich eine der wenigen Brücken im Burgholz über die Wupper. Sie wird in Anlehnung an den unweit befindlichen hohen und markanten Felsvorsprung „Teufelsklippe“ von der Bevölkerung als „Teufelsbrücke“ bezeichnet.
Die heutige Spannbetonbrücke ist in den 1970er Jahren im Rahmen des Ausbaus der Landesstraße errichtet worden, aber schon hundert Jahre zuvor gab es dort einen schmalen Steg desselben Namens. Er verband den östlichen Teil des Burgholzes mit dem Friedenstal, wo sich der seit 1715 belegte Dritte Kotten oder auch Burgholzkotten, ein Schleifkotten an der Wupper, befand.
Das einzige heute noch dort bestehende Wohngebäude war Anfang des 20. Jahrhunderts ein beliebtes Ausflugslokal. Weitere Schleifkotten an der Wupper im Burgholz waren der Lechmigskotten (um 1856 erbaut) und der Zweite Kotten (ab 1684 belegt).

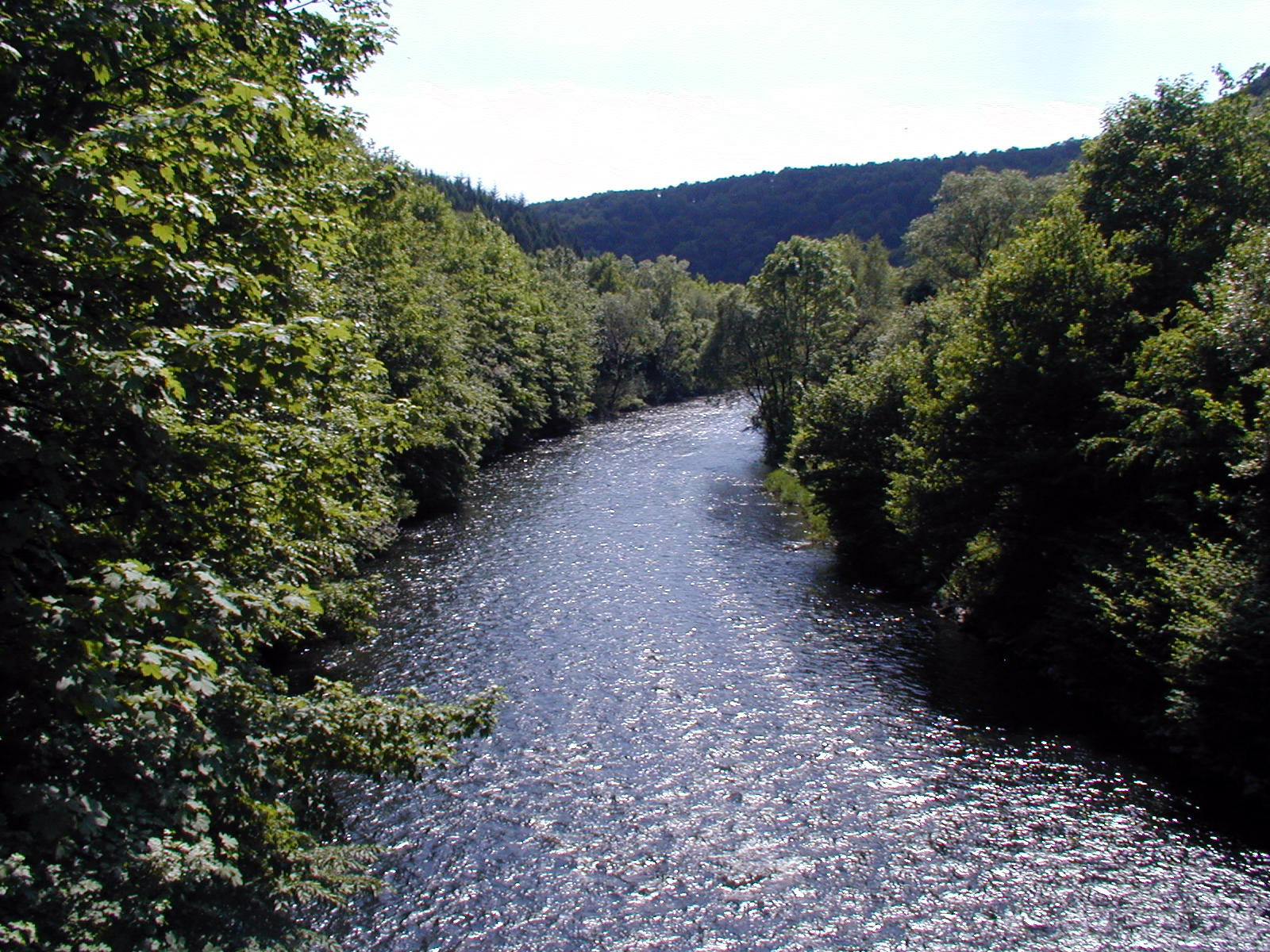
Blick von der Teufelsbrücke auf die Wupper

### Der Kaltenbach und seine Sehenswürdigkeiten
Eine weitere Schnittlinie im Burgholz bildet die Landesstraße L427, die auf einem zur Wupper abfallenden Höhenrücken das Cronenberger Zentrum über Wahlert mit der Siedlung Kohlfurt an einer ehemaligen Furt in der Wupper verbindet. Das sich dem Höhenzug südlich anschließende Tal wird durch den Kaltenbach gebildet, der auf 231 m ü. NN nahe dem Cronenberger Zentrum entspringt und nach 2,2 km auf 110 m ü. NN in die Wupper mündet. Auch dieser Bach besitzt zahlreiche Stauteiche und lieferte die Antriebsenergie für sechs Hammerwerke, Schleifkotten und Mühlen, unter anderem den Friedrichshammer, den Kaltenbacher Hammer und den Manuelskotten.
Oberhalb von Kohlfurth, das durch einen beliebten Motorradtreff auf der Solinger Seite einen überregionalen Bekanntheitsgrad besitzt, bietet seit Ende des 19. Jahrhunderts ein Aussichtspavillon namens Adelenblick einen Blick über das Tal der Wupper auf Solingen.

#### Der Manuelskotten
Der Manuelskotten, auch Kaltenbacher Kotten genannt, ist der einzige noch funktionsfähige Schleifkotten auf Wuppertaler Stadtgebiet. Die restaurierte Anlage gehört seit 1993 der Stadt Wuppertal und dient als Industriemuseum, um das alte Schleiferhandwerk vorführen zu können. Gleichzeitig werden in der Anlage aber auch heute noch für ein Remscheider Werkzeugunternehmen Cuttermesser industriell gefertigt, so dass das gezeigte Handwerk keineswegs nur musealen Charakter besitzt.

#### Die Strecke der Bergischen Museumsbahnen

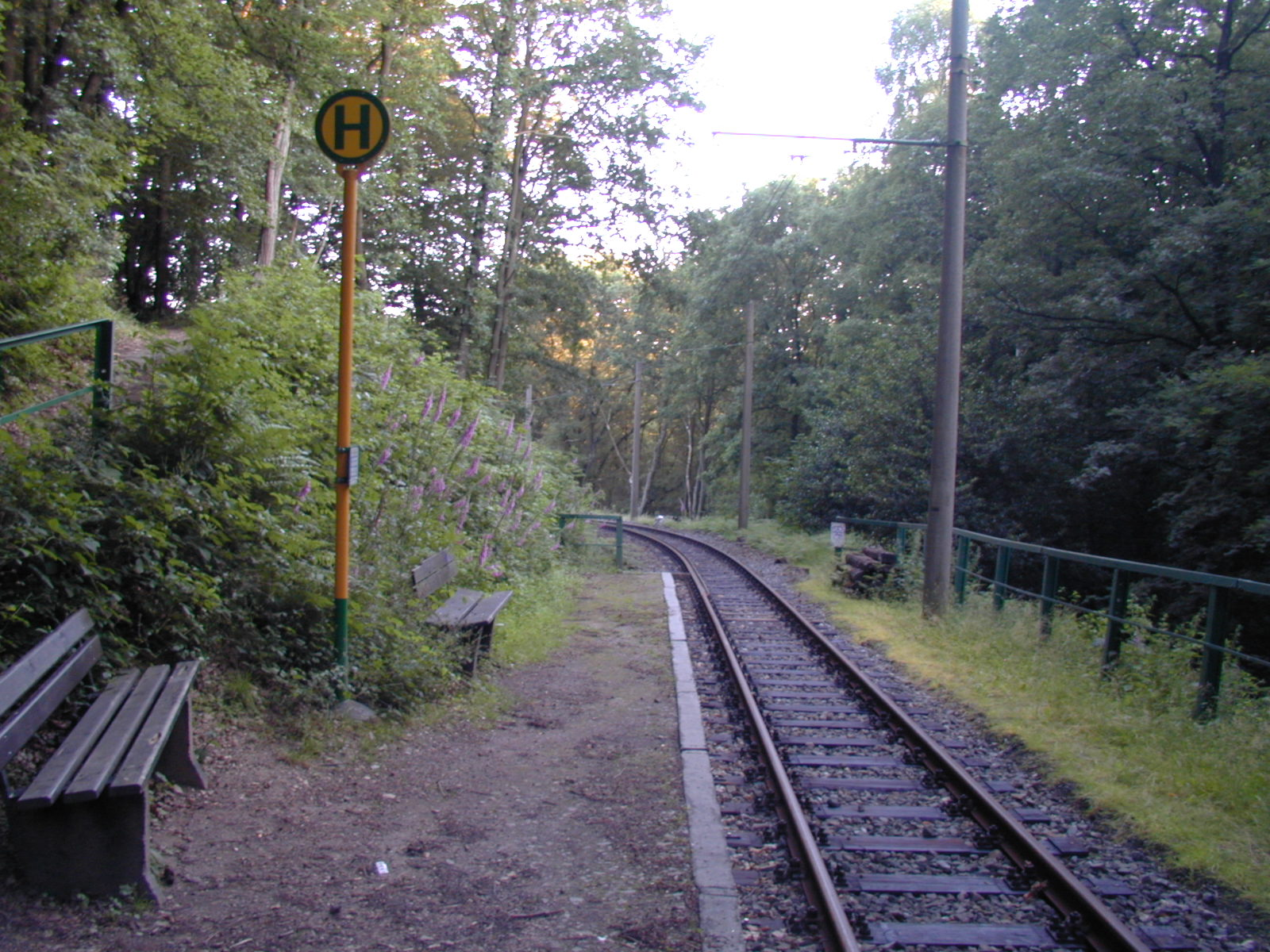
Haltestelle der Museumsbahn im Kaltenbachtal

Ebenfalls im Kaltenbachtal verläuft die Trasse der Museumsstrecke des Bergischen Straßenbahnmuseums. Ein 3,2 km langer, durch den Wald verlaufender Abschnitt der ehemaligen Straßenbahnstrecke von Elberfeld nach Solingen wurde vom Museumsverein erworben und wird am Wochenende zwischen Cronenberg-Greuel und Cronenberg-Kohlfurth mit historischen Straßenbahnwagen befahren. Die umfangreiche Sammlung von Fahrzeugen bewahrt der Verein in seinen Hallen in Kohlfurth auf, wo die Straßenbahn einst auf einer inzwischen denkmalgeschützten Brücke die Wupper überquerte.

### Türme im Staatsforst Burgholz
Im Staatsforst Burgholz oder in seiner unmittelbaren Umgebung befinden sich drei Türme, die sich in ihrer historischen und heutigen Nutzung grundlegend voneinander unterscheiden.

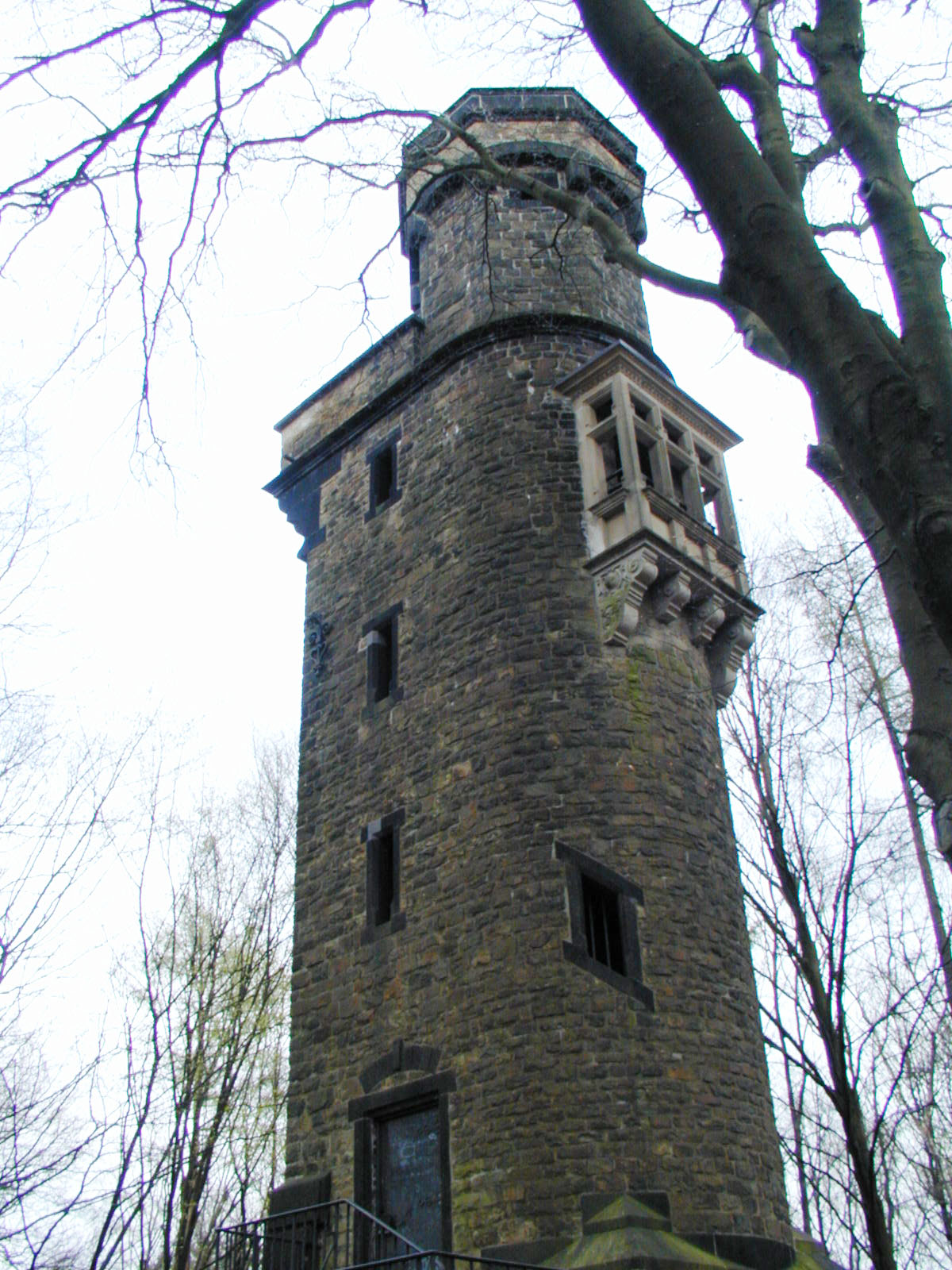
Der Von-der-Heydt-Turm auf dem Kiesberg

Auf dem Kiesberg im Norden des Burgholzes befindet sich auf 260 m Höhe ü. NN der 20 m hohe Von-der-Heydt-Turm, ein Aussichtsturm mit Blick auf Elberfeld. Der Turm wurde im Jahr 1892 aus Spendenmitteln des Wuppertaler Bankiers August Freiherr von der Heydt errichtet und nach dem Stifter benannt.

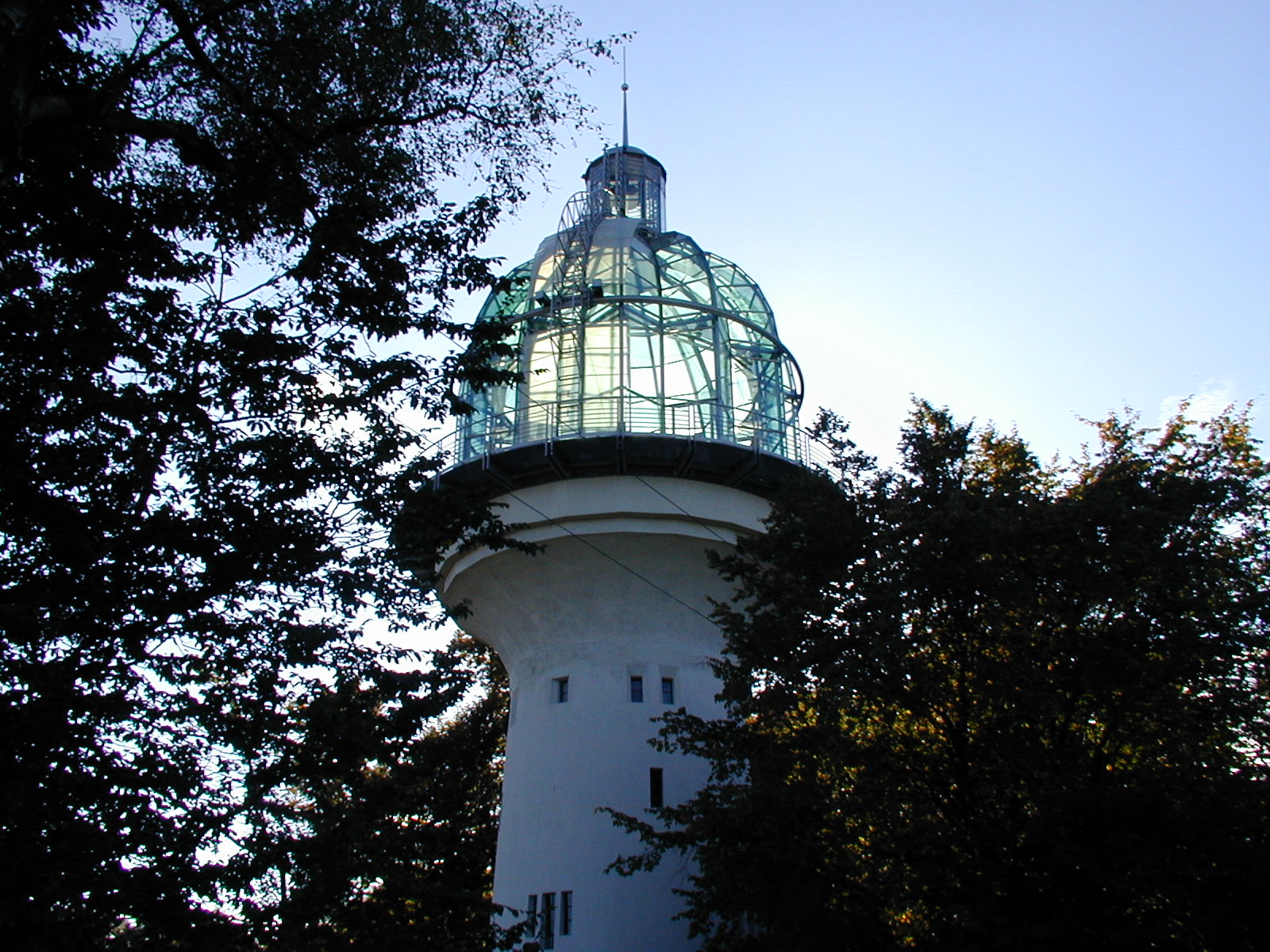
Der Gräfrather Lichtturm, Wasserturm umgebaut zum Lichtlabor

In nächster Nähe zur höchsten natürlichen Erhebung der Stadt Solingen steht der Gräfrather Lichtturm. Der heute mit einer Glaskuppel versehene Turmbau ist der 1904 erbaute ehemalige Wasserturm Gräfraths, der im Krieg stark beschädigt und 1983 stillgelegt wurde. Seit 1993 befindet sich der Turm im Privatbesitz des Lichtdesigners Johannes Dinnebier, der den Wasserbehälter durch die Glaskuppel ersetzte und darin ein Lichtlabor einrichtete. Von dem nicht öffentlich zugänglichen Turm hat man einen Panoramablick über das Tal der Wupper auf große Teile des Burgholzes. Im Cronenberger Stadtteil Küllenhahn befindet sich der Fernmelde- und Fernsehturm Rigi-Kulm. Seine Form, Höhe und der rot-weiße Anstrich der Antennen qualifizieren ihn als gut sichtbare Landmarke im ganzen Areal. Auf der Königshöhe befand sich Anfang des 20. Jahrhunderts ein Aussichtsturm.

## Tourismus

### Wanderwege

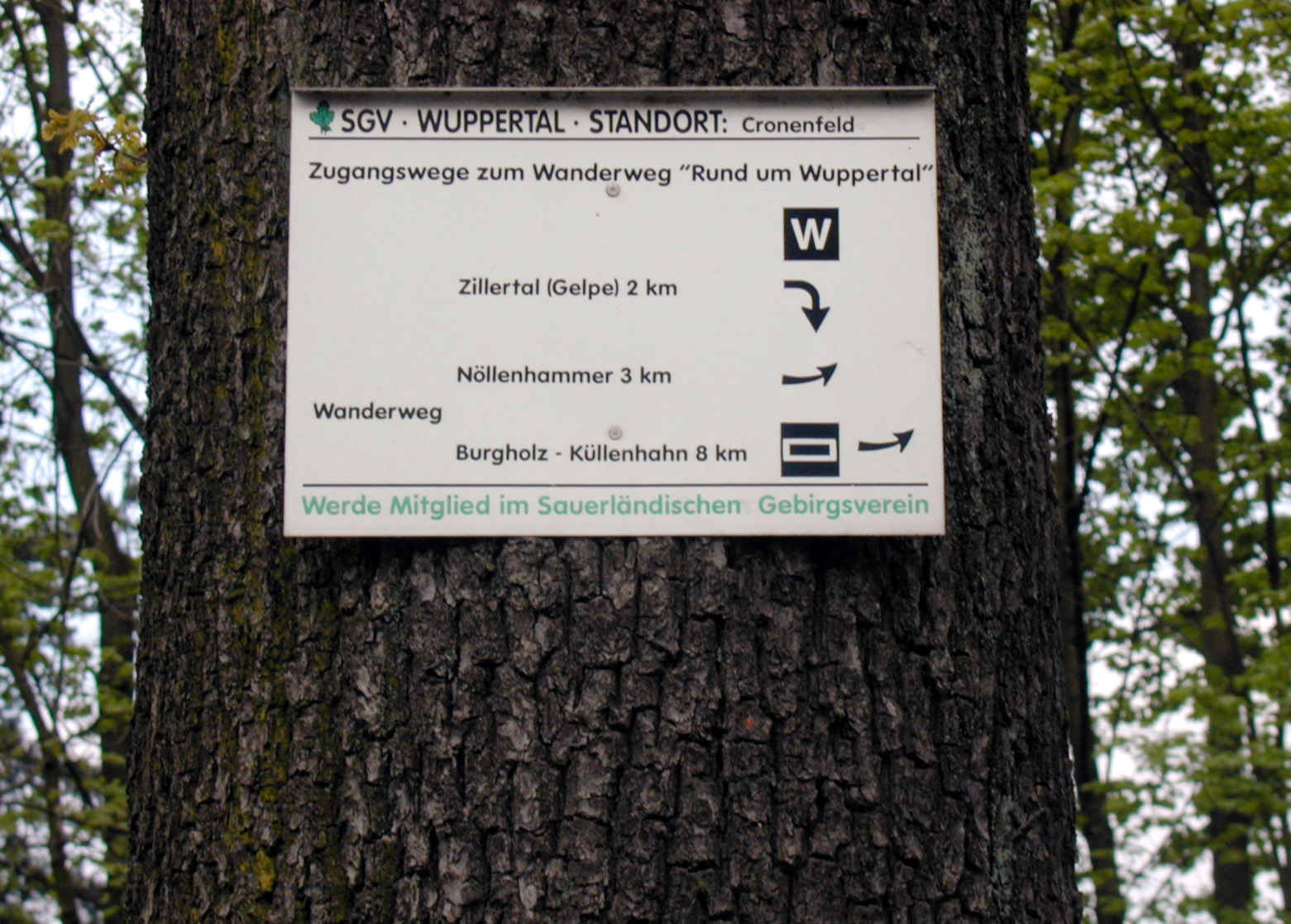
Wanderwege im Burgholz

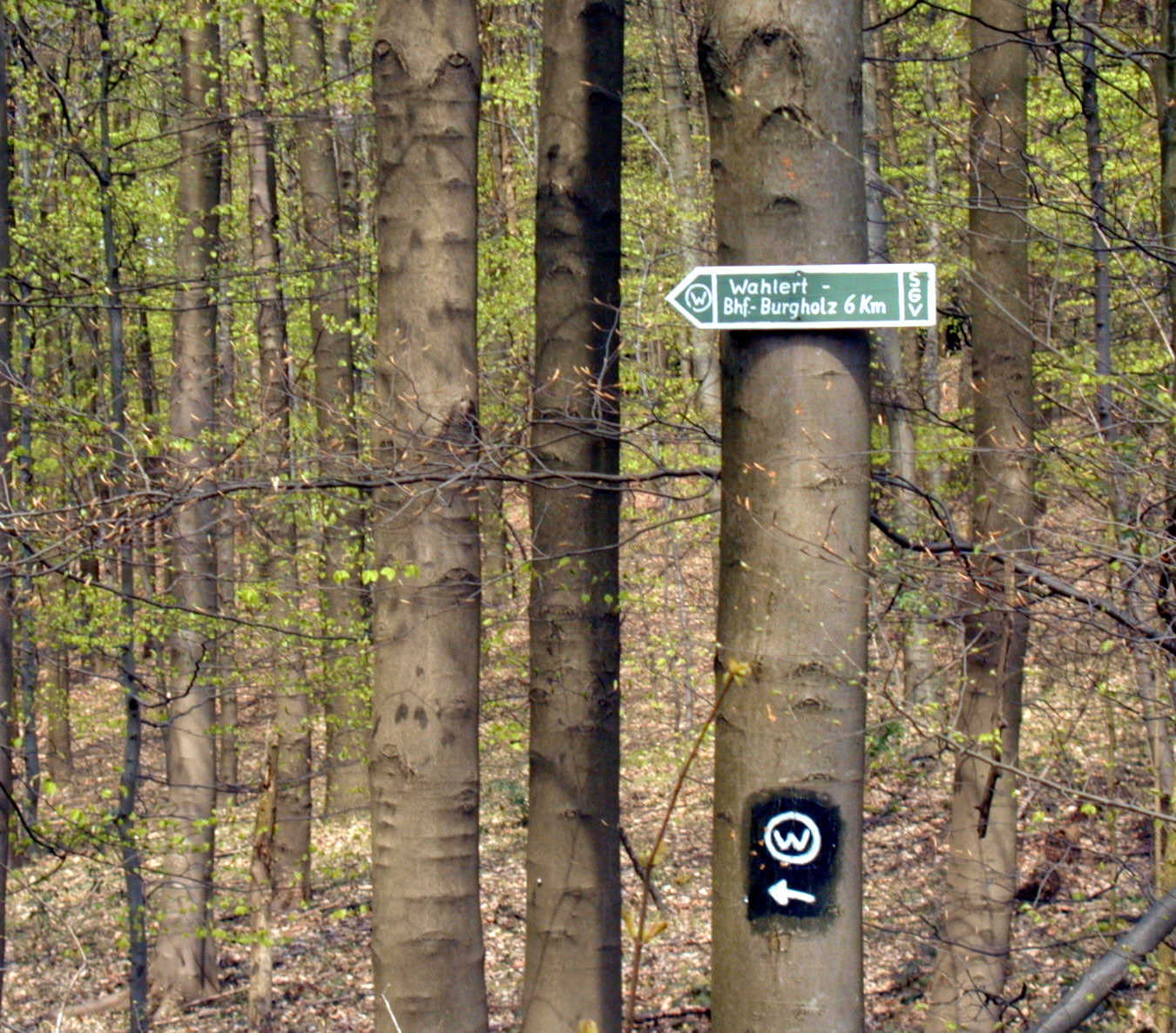
Wuppertaler Rundweg im Burgholz

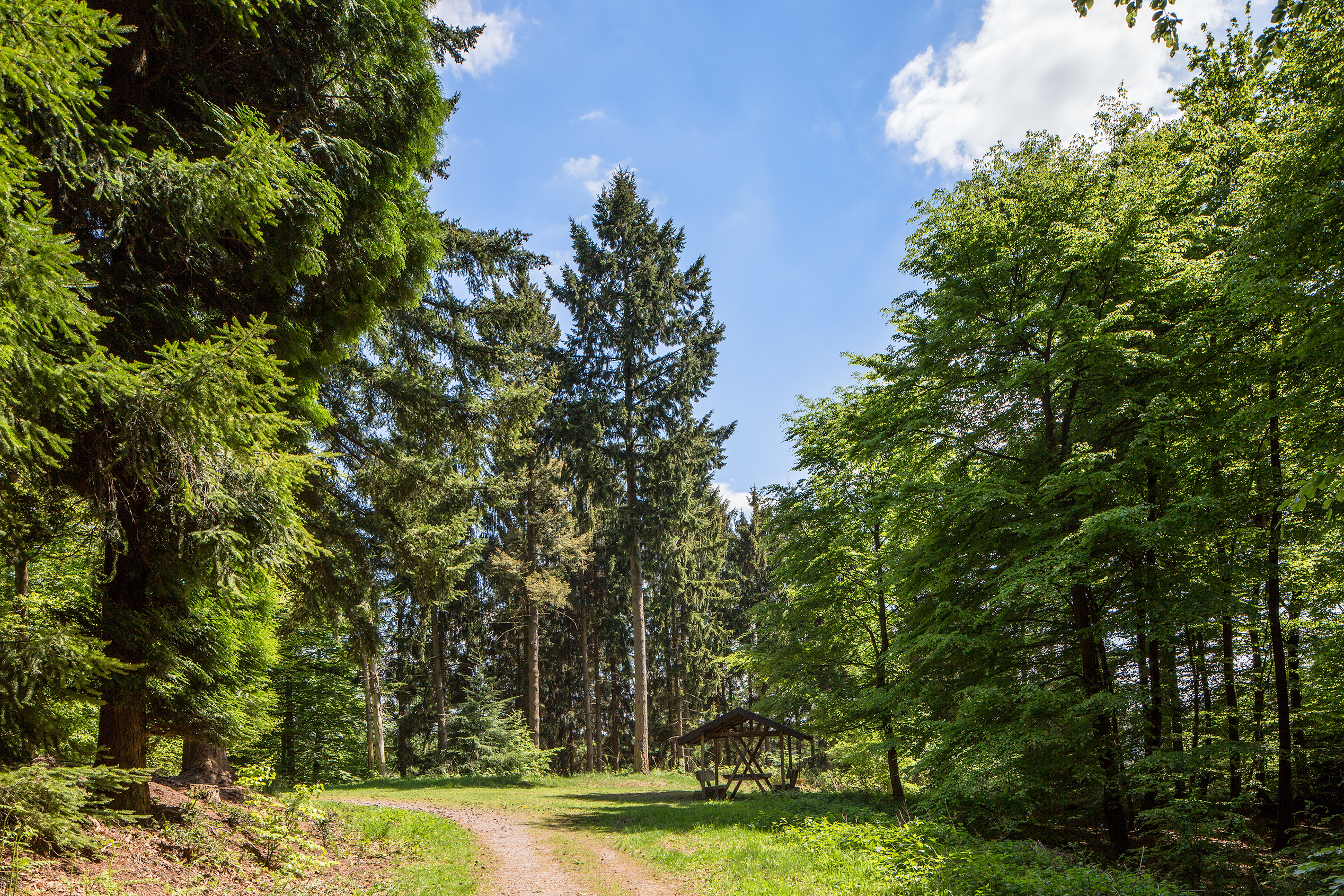
Wolfgang-Kolbe-Weg

Durch den Staatsforst Burgholz verlaufen zahlreiche markierte Wanderwege. Abgesehen von den vier Arboretumswegen werden seit den 1930er-Jahren alle Wanderwege des Walds vom Sauerländischen Gebirgsverein (SGV) gezeichnet.

#### Arboretumswege
Die Forstverwaltung hat vier Wanderwege eingerichtet, die mit Schildern am Wegesrand die einzelnen Baumarten des Arboretums beschreiben. Näheres zu den Wegen: siehe Unterkapitel Themenwege im Kapitel Arboretum

#### Hauptwanderstrecken des SGV
Zwei Hauptwanderstrecken des Sauerländischen Gebirgsvereins durchqueren den Staatsforst Burgholz:
Die SGV-Hauptwanderstrecke X7 (153 km), Residenzenweg, von Arnsberg nach Düsseldorf-Gerresheim durchläuft den Wald in Ost-West-Richtung und passiert folgende Sehenswürdigkeiten:
- Fernmeldeturm Rigi-Kulm, Königshöhe, Erholungswald bei Boltenberg, Naturwaldzelle Meersiepenkopf, Jugendfarm Rutenbeck

Die SGV-Hauptwanderstrecke X29 (133 km), Bergischer Weg, von Essen nach Uckerath (Siebengebirge) durchläuft den Wald in Nord-Süd-Richtung und passiert folgende Sehenswürdigkeiten:
- Zoo Wuppertal, Königshöhe, Kaisereiche, Bahnhof Burgholz, Exotenwald, Nöllenhammer, Waldschwimmbad Cronenberg

#### Bezirkswege des SGV
Der Bezirkswanderweg 6 (SGV-Bezirk Bergisches Land, 125 km), Wupperweg genannt, durchquert das Kerngebiet des Burgholzes und folgt anschließend der Wupper. Er passiert folgende Sehenswürdigkeiten:
- Fernmeldeturm Rigi-Kulm, Obere Rutenbeck, Kaisereiche, Naturwaldzelle Meersieperkopf, Exotenwald, Nöllenhammer, Kremershammer, Teufelsbrücke, Friedenstal, Kohlfurth

#### Ortswege des SGV
Die Ortsabteilungen Wuppertal und Solingen des SGV unterhalten Wanderwege auf lokaler Ebene.
Der Wuppertaler Rundweg (Wanderweg rund um Wuppertal, 106 km) und der Solinger Klingenpfad (Wanderweg rund um Solingen, 75 km) durchqueren ebenfalls den Wald. Der Klingenpfad bleibt dabei im Solinger Teil des Burgholzes, dem Klosterbusch, der Wuppertaler Rundweg durchläuft das gesamte Kerngebiet und den Klosterbusch.
Weitere Ortswanderwege sind:
Rundwanderwege vom Ausgangspunkt Kaisereiche
| Rund-/Wanderweg | Wegzeichen | Wegstrecke und Sehenswürdigkeiten | Weglänge |
| Rundwanderweg   | A1         | Kaisereiche, Naturwaldzelle Meersieperkopf, Kläranlage Buchenhofen, Exotenwald, Kaisereiche                                                     | 3,6 km   |
| Rundwanderweg   | A2         | Kaisereiche, Bahnhof Burgholz, Zimmerplatz, Nöllenhammer, Ringwallanlage Burggraben, Burggrafenberg, Zimmerplatz, Obere Ruthenbeck, Kaisereiche | 7 km     |
| Rundwanderweg   | A3         | Kaisereiche, Bahnhof Burgholz, Obere Rutenbeck, Königshöhe, Erholungswald Boltenberg, Rutenbecker Bachtal, Kaisereiche                          | 6,2 km   |

Wolfgang-Kolbe-Weg
| Rund-/Wanderweg | Wegzeichen | Wegstrecke und Sehenswürdigkeiten                                                 | Weglänge |
| Rundwanderweg   | Käfer      | Zimmerplatz, Nöllenhammer, Ringwallanlage Burggraben, Burggrafenberg, Zimmerplatz | 7 km     |

Rundwanderwege vom Ausgangspunkt Gräfrather Lichturm
| Rund-/Wanderweg | Wegzeichen | Wegstrecke und Sehenswürdigkeiten                                                                    | Weglänge |
| Rundwanderweg   | A2         | Gräfrather Lichturm, Kläranlage Buchenhofen, Steinbachtal, Gräfrather Lichturm                       | 6,7 km   |
| Rundwanderweg   | A3         | Gräfrather Lichturm, Flockertsholzer Bachtal, Unterholzer Bachtal, Untenzumholz, Gräfrather Lichturm | 5,8 km   |

Kleingartenweg
| Rund-/Wanderweg | Wegzeichen | Wegstrecke und Sehenswürdigkeiten                                      | Weglänge |
| Rundwanderweg   | K          | Kleingartenanlage In der Hoffnung, Kleingartenanlage In der Heiterheit | 5,5 km   |

Zugangswege zum Wuppertaler Rundweg
| Rund-/Wanderweg | Wegzeichen | Wegstrecke und Sehenswürdigkeiten          | Weglänge |
| Wanderweg       | W          | Viehhof, Obere Rutenbeck, Bahnhof Burgholz | 3,8 km   |
| Wanderweg       | W          | Cronenfeld, Nöllenhammer                   | 2,1 km   |

Zielwanderwege
| Rund-/Wanderweg | Wegzeichen | Wegstrecke und Sehenswürdigkeiten                                                                                     | Weglänge |
| Wanderweg       | Rechteck   | Cronenfeld, Burgholzbachtal, Nöllenhammer, Langensiepener Bachtal, Ringwallanlage Burggraben, Zimmerplatz, Küllenhahn | 7,7 km   |
| Wanderweg       | Δ          | Sonnborn, Erholungswald Boltenberg, Königshöhe, Von-der-Heydt-Turm, Viehhof                                           | 5,3 km   |

## Arboretum Burgholz

### Geschichte des Fremdanbaus

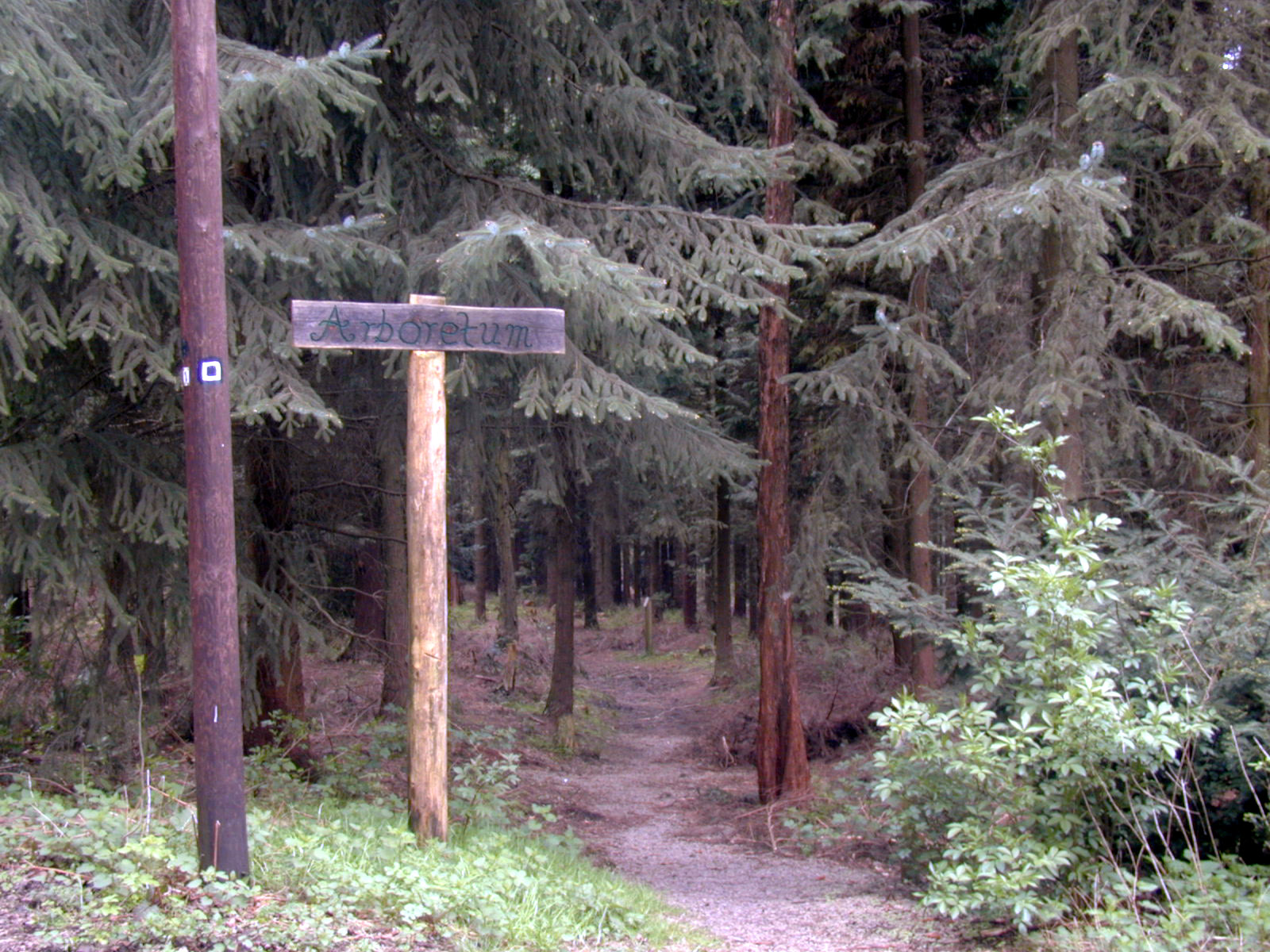
Eingang zum Arboretum Burgholz am Zimmerplatz

Das Arboretum Burgholz steht in einer langen Tradition der Anpflanzung nichtheimischer Baumarten im Waldgebiet Burgholz. Schon ab 1820 wurden regionalfremde Gehölze wie die Europäische Lärche (Larix decidua) und die Waldkiefer (Pinus sylvestris) angebaut. Das geschah aber nicht aus Gründen der Wissenschaft, sondern diente der raschen Gewinnung von Holzerträgen.
Um 1900 herum wurden erstmals gezielt Xenophyten aus anderen Kontinenten angepflanzt. Zu nennen wäre die Douglasie (Pseudotsuga menziesii) und die Weymouthskiefer (Pinus strobus) aus Amerika, die Japanlärche (Larix kaempferi) aus Ostasien und die Roteiche (Quercus rubra) aus dem östlichen Nordamerika. Grund für die Ansiedlungen waren der schlechte Wuchs der Fichtenbestände und die sich schwertuende Verjüngung der Buchenbestände.
Unter dem Eindruck des Raubbaus als Folge der Kriegs- und Nachkriegszeit begann um 1955 unter dem Revierförster Forstamtmann Heinrich Hogrebe, seit 1988 Ehrenmitglied der Deutschen Dendrologischen Gesellschaft, der gezielte Anbau fremdländischer Nadelgehölze. Die Anbauflächen wuchsen rasch, so dass das Burgholz bald zu einem anerkannten Schwerpunkt des Fremdländer-Anbaus in Nordrhein-Westfalen wurde.
Hogrebe experimentierte mit tatkräftiger Unterstützung eines im Fremdländeranbau qualifizierten Mitarbeiters – trotz Widerständen auf Ebene seiner unmittelbaren Vorgesetzten und der Kritik aus dem Kollegenkreis – immer mehr mit fremdländischen Baumarten, deren Setz- und Sämlinge mühsam beschafft werden mussten und später im forsteigenen Gewächshaus nachgezüchtet wurden. Anfänglich als Misserfolg gedeutete Anbauversuche wurden von Hogrebe aufgrund seiner damals unzureichenden Erfahrung zum Teil heimlich durch Nachpflanzungen nachgebessert, obwohl sich im Laufe der Zeit herausstellte, dass sich auch diese Flächen mehrheitlich gut von alleine entwickelten.
Da die heimische Population nur 30 Arten umfasste, der Wald als Nutzwald nicht ertragsstark genug und auch als Erholungswald nicht optimal aufgestellt war, fiel schließlich 1970 nach anfänglichen Widerständen auf unteren Ebenen der Forstverwaltung im Landesministerium für Ernährung, Landwirtschaft und Forsten die Entscheidung, Versuche mit nordamerikanischen Gehölzen zu beginnen. Ausgewählt wurden Arten, die einen gleich großen oder höheren Ertrag im Vergleich zu heimischen Bäumen versprachen.
Auf Vorschlag des Landesforstmeisters Gottfried Pöppinghaus von der Höheren Forstbehörde Rheinland, des Ministerialrats Fritz Rost (Waldbaureferent des Landesministeriums für Ernährung, Landwirtschaft und Forsten) und des Oberforstmeisters Genßler sollte die Keimzelle eines Bundesarboretums geschaffen werden. Der Rat der Stadt Wuppertal sprach eine entsprechende Empfehlung an die Landesregierung aus. Der Vorgang versandete allerdings zunächst in den Mühlen der Bürokratie. Im Jahr 1972 wurde ein neuer Anlauf genommen, der erfolgreicher war: Ein Beschluss des Landesministeriums für Ernährung, Landwirtschaft und Forsten zur Schaffung eines großflächigen Fremdländeranbaus folgte.
Am 1. Mai 1973 übernahm der Forstamtmann Herbert Dautzenberg den Forstbetrieb. Unter seiner Leitung wurden die bestehenden Fremdländeranbaugebiete durchforstet und zahlreiche neue Anpflanzungen vorgenommen.

### Forschungsschwerpunkte
Ab 1972 wurden im Staatsforst Burgholz auf mehr als 250 ha (25 % der Gesamtfläche) im forstwissenschaftlichen Rahmen nichtheimische Baumarten mit Schwerpunkt auf Umweltverträglichkeit angepflanzt. Ein weiterer Schwerpunkt lag in der dendrologischen Forschung mit Ausrichtung auf forstwirtschaftliche Aspekte.
Forschungsschwerpunkte waren:

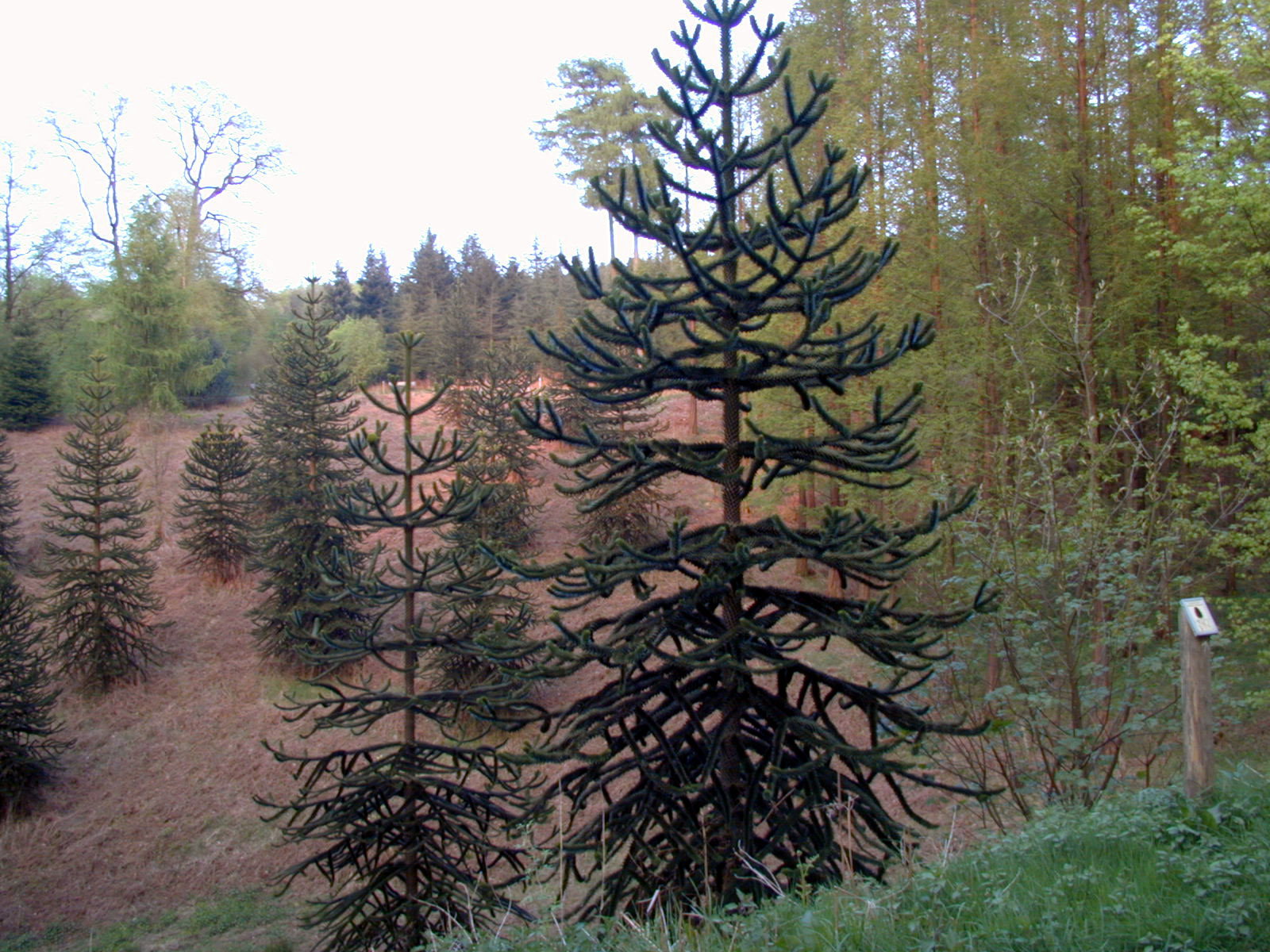
Exotische Waldlandschaften im Burgholz

- die Anbaufähigkeit und die Anbauwürdigkeit verschiedener Baumarten
- das Auffinden von ökologisch und ökonomisch überlegenen Baumarten
- Erkenntnisse über das Wachstum von Bäumen aus fremden Klimazonen, die angesichts möglicher Klimaveränderungen zukünftig von großer Bedeutung sein könnten
- Erhöhung der Vielfalt des Waldes und Verschönerung des Landschaftsbilds
- Erkundung zusätzlicher Erntemöglichkeiten von Weihnachts-, Schmuck- und Brauchtumspflanzen

Angebaut werden sowohl fremde Einzelarten innerhalb regionaler Waldlandschaften als auch komplette, geschlossene fremdländische Waldlandschaften. In forsteigenen Gewächshäusern mit einer Gesamtfläche von zwei Hektar werden Setzlinge gezüchtet, die Vermehrung der Xenophyten wird gefördert und unter verschiedenen Aspekten wissenschaftlich untersucht. Die Schwerpunkte liegen dabei u. a. in der Aufzucht bedrohter Baum- oder Straucharten und dem Aufbau einer immissionsresistenten Baumpopulation.
In der Geschichte des Arboretums gab es lediglich zum Jahreswechsel 1978/79 größere Ausfälle einer Baumart, die auf der Südhalbkugel beheimatet ist: Zwei Artvertreter aus der Gattung der Scheinbuchen (Nothofagus) fielen einem Temperatursturz von 35 Grad Celsius zum Opfer.

### Verwaltung und wissenschaftliche Begleitung
Das Arboretum Burgholz wird als landeseigener Wald vom Landesbetrieb Wald und Holz NRW (www.wald-und-holz.nrw.de) betreut. Die Bewirtschaftung des Staatswaldes erfolgt seit Mai 2012 durch das Regionalforstamt Rhein-Sieg-Erft mit Sitz in Bonn, Forstbetriebsbezirk Großgrimberg. Die wissenschaftliche Begleitung wird in Zusammenarbeit mit dem Lehr- und Versuchsforstamt Arnsberger Wald durchgeführt. Hoheitlich ist als sogenannter Träger öffentlicher Belange das Regionalforstamt Bergisches Land mit Sitz in Gummersbach zuständig. Interessierte Laien können sich Informationen beim Waldpädagogischen Zentrum (WPZ) Burgholz in Wuppertal-Cronenberg erfragen.

### Das Arboretum aus Sicht des Naturschutzes

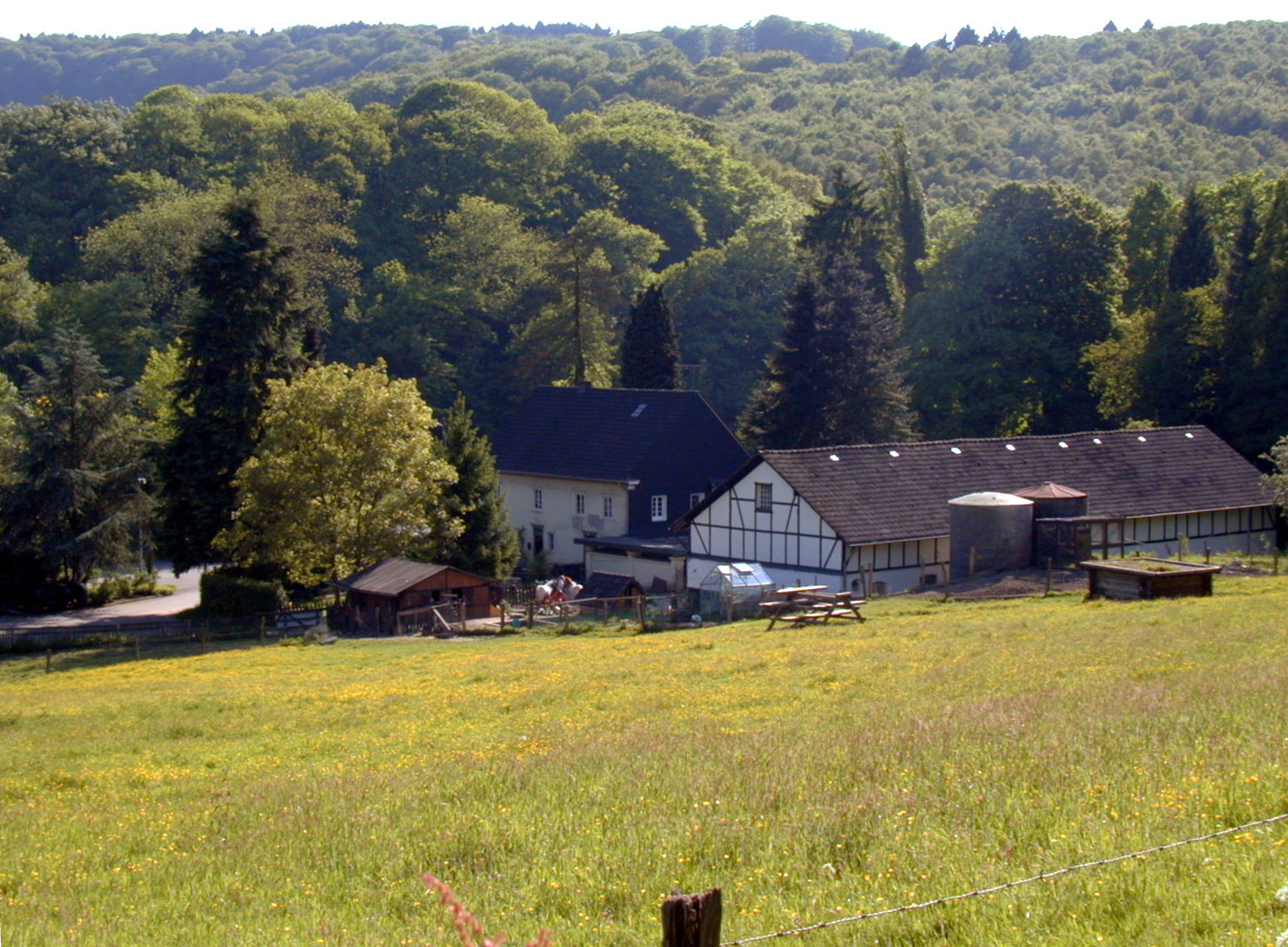
Die Jugendfarm Rutenbeck

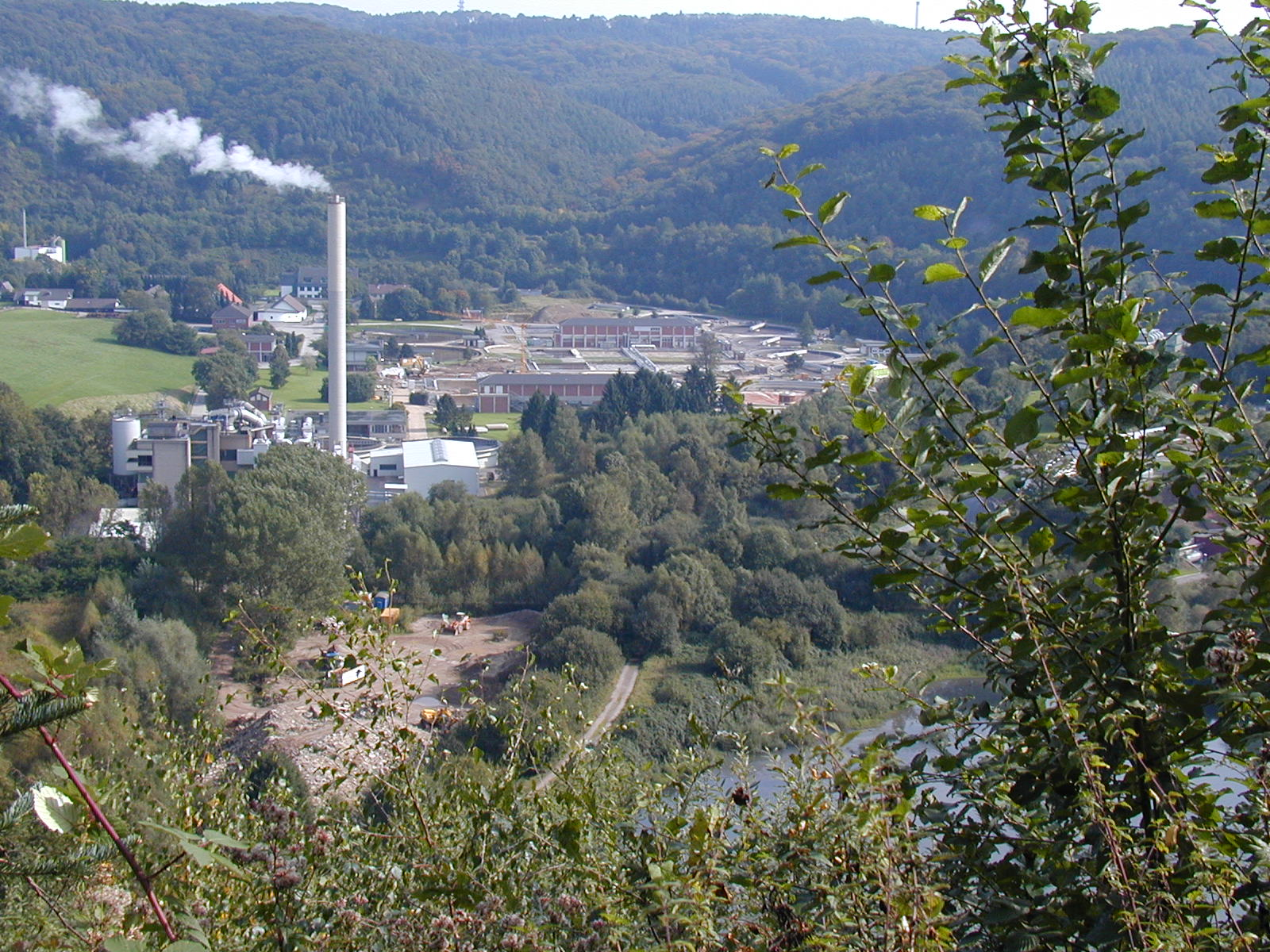
Das kommunale Klärwerk Buchenhofen

Wie viele derartige Projekte war das Arboretum aus Sicht des Naturschutzes anfangs umstritten. Das Arboretum ist weit davon entfernt, eine Ökologie zu bieten, wie sie naturbelassene und regionaltypische Naturflächen aufweisen. Es wurde befürchtet, dass neben der sowieso stark abweichenden Flora sich auch die Bodenfauna und die Insektenpopulation atypisch stark und nachteilig verändern würden.
Nach anfänglichen Studien haben sich diese Befürchtungen nicht bewahrheitet. Die Fauna, insbesondere die Insektenpopulation, veränderte sich zwar zwangsläufig, nahm aber rasch eine natürliche Balance an. Die heimischen Arten nahmen die neuen Waldlandschaften zum Großteil an, ohne dass sich das natürliche Gefüge asymmetrisch zu bestimmten Spezies hin verschob. Im Vergleich zu den üblichen Monokulturen der herkömmlichen Waldwirtschaft ist das Artenverhältnis zwischen phytophagen Arten und Prädatoren in den exotischen Waldlandschaften sogar sehr natürlich und gut ausgeglichen.
Diese Befürchtungen führten dennoch dazu, dass in der neuen rot-grünen nordrhein-westfälischen Landesregierung von der neuen Ministerin für Umwelt, Raumordnung und Landwirtschaft Bärbel Höhn 1995 die Anweisung erging, den fremdländischen Anbau einzustellen und die bereits bestehenden Flächen zu roden und mit heimischen Buchen zu bepflanzen.
Der Revierförster Herbert Dautzenberg erreichte mit wissenschaftlicher Unterstützung unter anderem von dem Leiter des Naturwissenschaftlichen und Stadthistorischen Museums in Wuppertal, der Entomologe Wolfgang Kolbe, der zahlreiche Veröffentlichung über das Waldgebiet und die Ökologie des Fremdländeranbaus verfasst hatte, dass von diesem Plan Abstand genommen wurde. Es erfolgte aber ein bis heute bestehendes Verbot des weiteren Anbaus und der Durchforstung der fremdländischen Bestände. Durch die Umwandlung des Staatsforsts in ein Naturschutzgebiet wurde dieses Verbot durch die Naturschutzgebietsverordnung gefestigt.
Aus heutiger Sicht überwiegen allerdings klar die Vorteile, vor allem die wissenschaftliche Erkenntnisse in Bezug auf Klimaveränderungen. Nach dem Trockenjahr 2018 war auch das erste Halbjahr 2019 zu trocken für die heimischen Baumarten, so dass die heimischen Bestände geschwächt und auch durch den Befall durch Borkenkäfer so stark wie noch nie zuvor geschädigt und teilweise sogar ihrer Substanz gefährdet sind. Einige der fremdländischen Baumarten erwiesen sich dagegen unter diesen Verhältnissen als sehr resistent, weisen keine Schäden auf und könnten in einem veränderten Klima für die zukünftige Forstwirtschaft und bei der pflanzlichen CO2-Reduktion eine wichtige Rolle spielen, sollten in absehbarer Zukunft heimische Arten nicht mehr anbaufähig sein. Diese Erkenntnisse können aufgrund des bestehenden Anbau- und Pflegeverbots im Arboretum nicht durch neue Pflanzungen weiteren Flächen mit abweichenden Standortbedingungen weiter vertieft werden.

### Der Exotenwald im Arboretum
Am 26. Mai 1999 wurde durch die Landesministerin Bärbel Höhn der sogenannte Exotenwald im Arboretum Burgholz eröffnet. Die drei großflächigen Anbauflächen mit Arten aus drei Kontinenten wurden durch Wanderwege für die Öffentlichkeit erschlossen. Viele der ca. 100 fremdländischen Baumarten werden mittels Beschilderung vorgestellt.

#### Nordamerikanische Gehölze
Der Schwerpunkt für nordamerikanische Gehölze liegt nahe dem Forsthaus im südlichen Bereich des Burgholzes. Folgende Arten sind hier zu finden (Auszug):
| Baumart                                                   | Wissenschaftlicher Name  | Herkunft | Bild                                                                      |
| Colorado-Tanne                                            | Abies concolor           | Südwestliche USA, Nordmexiko                                                                                          | Kolorado-Tanne, Zweige mit Zapfen                                         |
| Purpur-Tanne                                              | Abies amabilis           | Nordwestliche USA (British Columbia bis Oregon)                                                                       | Blätter der Purpur-Tanne                                                  |
| Große Küstentanne                                         | Abies excelsior          | Nordwestliche USA, südwestliches Kanada (Pazifikküste)                                                                | Große Küstentanne                                                         |
| Felsengebirgs-Tanne                                       | Abies lasiocarpa         | Alaska, Oregon, Utah und New Mexico (Hochgebirgslagen)                                                                | Felsengebirgs-Tanne                                                       |
| Prachttanne                                               | Abies magnifica          | Westliche USA (Hochgebirgslagen von Oregon bis Kalifornien)                                                           | Prachttanne                                                               |
| Silbertanne, Pazifische Edeltanne                         | Abies procera            | Gebirgslagen Nordwest-Amerikas                                                                                        | Silbertanne                                                               |
| Chilenische Araukarie, Andentanne                         | Araucaria araucana       | Chile, Argentinien | Chilenische Araukarie                                                     |
| Gelb-Birke                                                | Betula alleghaniensis    | Östliches Nord-Amerika, überwiegend Kanada                                                                            | Gelb-Birke (Betula alleghaniensis)                                        |
| Kalifornische Weihrauchzeder                              | Calocedrus decurrens     | Südwestliche USA (Gebirgslagen von Oregon, Nevada, Kalifornien)                                                       | Weihrauchzeder (Calocedrus decurrens), Zweig mit reifen weiblichen Zapfen |
| Lawsons Scheinzypresse                                    | Chamaecyparis lawsoniana | Westliche USA (Schmaler Streifen nahe der Pazifikküste im Küstengebirge von Oregon und Kalifornien)                   | Lawsons Scheinzypresse                                                    |
| Tulpenbaum                                                | Liriodendron tulipifera  | Nordöstliche USA (Große Seen, Appalachen, Prärieen bis zum Atlantik)                                                  | Tulpenbaum                                                                |
| Sitka-Fichte                                              | Picea sitchensis         | Nordwestliche USA, südwestliches Kanada (Südwestliches Alaska, British Columbia, Washington, Oregon, Nordkalifornien) | Sitka-Fichte                                                              |
| Amerikanische Rot-Fichte                                  | Picea rubens             | Nördliche USA (Große Seen, Smoky Mountains bis Appalachen)                                                            | Amerikanische Rot-Fichte                                                  |
| Gelb-Kiefer                                               | Pinus ponderosa          | Nordwestliche USA (Washington bis Kalifornien, Oregon bis Nebraska)                                                   | Gelb-Kiefer (Pinus ponderosa), Zapfen                                     |
| Weymouths-Kiefer, Strobe, Seidenkiefer                    | Pinus strobus            | Nordöstliche USA, Südöstliches Kanada (Neufundland bis zu den Appalachen)                                             | Weymouth-Kiefer                                                           |
| Jeffrey-Kiefer                                            | Pinus jeffreyi           | | Jeffrey-Kiefer (Pinus jeffreyi)                                           |
| Douglasie                                                 | Pseudotsuga menziesii    | Nordwestliche USA, Südwestliches Kanada (British Columbia bis Kalifornien)                                            | Douglasie                                                                 |
| Küstensequoie                                             | Sequoia sempervirens     | Westliche USA (Pazifikküste von Oregon bis Südkalifornien)                                                            | Küstensequoie                                                             |
| Mammutbaum                                                | Sequoiadendron giganteum | Westliche USA (Kalifornische Sierra Nevada)                                                                           | Mammutbaum                                                                |
| Echte Sumpfzypresse, Zweizeilige Sumpfzypresse, Sumpfeibe | Taxodium distichum       | Südöstliche USA, Mexiko bis Guatemala                                                                                 | Echte Sumpfzypresse                                                       |
| Riesen-Lebensbaum                                         | Thuja plicata            | Westliche USA, Kanada (Südalaska bis Südkalifornien, Pazifikküste bis Rocky Mountains)                                | Riesen-Lebensbaum                                                         |
| Westamerikanische Hemlocktanne                            | Tsuga heterophylla       | Nordwestliche USA, Südwestliches Kanada (Oregon, Washington, British Columbia, Alaska)                                | Westamerikanische Hemlocktanne                                            |
| Berg-Hemlocktanne                                         | Tsuga mertensiana        | Gebirgslagen des westlichen Nordamerikas                                                                              | Berg-Hemlocktanne                                                         |

#### Asiatische Gehölze
Der Schwerpunkt für asiatische Gehölze liegt nahe dem Forsthaus im südlichen Bereich des Burgholzes. Folgende Arten sind hier zu finden (Auszug):
| Baumart                                              | Wissenschaftlicher Name      | Herkunft | Bild                                 |
| Momi-Tanne                                           | Abies firma                  | | Momi-Tanne                           |
| Nikkotanne                                           | Abies homolepis              | Japan (Gebirgslagen von Zentral-Honshū und Shikoku)                                                                  | Nikkotanne                           |
| Sachalin-Tanne                                       | Abies sachalinensis          | | Sachalin-Tanne                       |
| Veitchs-Tanne                                        | Abies veitchii               | Japan (Honshū, Shikoku)                                                                                              | Veitchs-Tanne                        |
| Japanische Birke                                     | Betula japonica              | Nördliches Japan (Honshū, Hokkaidō und Kurilen)                                                                      |                                      |
| Maximowiczs-Birke                                    | Betula maximowicziana        | Japan und Süd-Kurilen                                                                                                | Maximowiczs-Birke                    |
| Katsurabaum, Kuchenbaum                              | Cercidiphyllum japonicum     | Japan, China (Gebirgslagen der Provinz Sichuan)                                                                      | Katsurabaum                          |
| Hinoki-Scheinzypresse                                | Chamaecyparis obtusa         | Japan | Hinoki-Scheinzypresse                |
| Japanische Sicheltanne                               | Cryptomeria japonica         | Japan (durch jahrhundertelange Anpflanzung als Nutzgehölz in ganz Japan ist keine exakte Herkunft mehr feststellbar) | Japanische Sicheltanne               |
| Ginkgo                                               | Ginkgo biloba                | Ostasien (China, Japan, Korea)                                                                                       | Ginkgo                               |
| Urweltmammutbaum, Chinesisches Rotholz, Wasserlärche | Metasequoia glyptostroboides | Zentralchina (Sichuan, Hubei)                                                                                        | Urweltmammutbaum                     |
| Japanischer Lebensbaum                               | Thuja standishii             | Japan | Japanischer Lebensbaum               |
| Hiba-Lebensbaum                                      | Thujopsis dolabrata          | Japan | Hiba-Lebensbaum                      |
| Japanische Zelkove                                   | Zelkova serrata              | Japan | Japanische Zelkove (Zelkova serrata) |

#### Europäische und Kleinasiatische Gehölze
Der Bereich der europäischen und kleinasiatischen Gehölze ist nahe dem ehemaligen Bahnhof Burgholz angesiedelt. Folgende Arten sind hier zu finden (Auszug):
| Baumart                          | Wissenschaftlicher Name | Herkunft                                                               | Bild                             |
| Griechische Tanne                | Abies cephalonica       | Griechenland                                                           | Griechische Tanne                |
| Zilizische Tanne                 | Abies cilicica          | Kleinasien (Taurusgebirge, Libanongebirge)                             | Zilizische Tanne                 |
| Troja-Tanne                      | Abies equi-trojani      | Ida-Gebirge in der türkischen Provinz Çanakkale                        | Troja-Tanne                      |
| Nordmanntanne                    | Abies nordmanniana      | Westlicher Kaukasus (Gebirgslagen)                                     | Nordmanntanne                    |
| Gewöhnlicher Buchsbaum           | Buxus sempervirens      | Mittelmeerraum (In Deutschland seit dem Mittelalter heimisch)          | Gewöhnlicher Buchsbaum           |
| Edelkastanie                     | Castanea sativa         | Nördlicher Mittelmeerraum (Portugal bis Türkei)                        | Edelkastanie                     |
| Libanonzeder                     | Cedrus libani           | Libanon, Syrien, Türkei (Mittelmeerküste, Schwarzes Meer)              | Libanonzeder                     |
| Atlaszeder                       | Cedrus atlantica        | Nordafrikanisches Atlas- und Rif-Gebirge                               | Atlaszeder                       |
| Baum-Hasel, Türken-Hasel         | Corylus colurna         | Umfangreiche Verbreitung von China bis Ungarn                          | Baum-Hasel                       |
| Orientalische Rotbuche           | Fagus orientalis        | Gebirge Südosteuropas, nördliches Kleinasien, Nordpersien und Kaukasus | Orientalische Rotbuche           |
| Walnuss                          | Juglans regia           | Iran, Kleinasien, Griechenland.                                        | Walnuss                          |
| Europäische Hopfenbuche          | Ostrya carpinifolia     | Südeuropa und Kleinasien                                               | Europäische Hopfenbuche          |
| Serbische Fichte, Omorika-Fichte | Picea omorika           | Serbisches Taragebirge                                                 | Serbische Fichte                 |
| Mazedonische (Rumelische) Kiefer | Pinus peuce             | Mazedonien, Serbien, Bulgarien, Albanien                               | Mazedonische (Rumelische) Kiefer |
| Zerr-Eiche                       | Quercus cerris          | Mittelmeerraum, Kleinasien                                             | Zerr-Eiche                       |

### Themenwege
Der Landesbetrieb Wald und Holz NRW hat 1999 vier Wanderwege – sogenannte Themenwege – eingerichtet, die mit Schildern am Wegesrand die einzelnen Baumarten des Arboretums beschreiben. Drei der vier Wanderwege (Impressionen aus Europa, Impressionen aus Nordamerika und Impressionen aus Asien) sind Rundwege durch die einzelnen Arboretumsflächen für europäische, nordamerikanische und asiatische Gehölze. Gute Ausgangspunkte für einen Spaziergang sind der „Zimmerplatz“ im nördlichen Teil des Arboretums im Ortsteil Küllenhahn und das Waldpädagogische Zentrum (WPZ) Burgholz im Ortsteil Cronenberg. Den Zimmerplatz erreicht man mit PKW über den Parkplatz Kaisereiche in der Straße „Zur Kaisereiche“, das WPZ Burgholz liegt in der Friedensstraße.

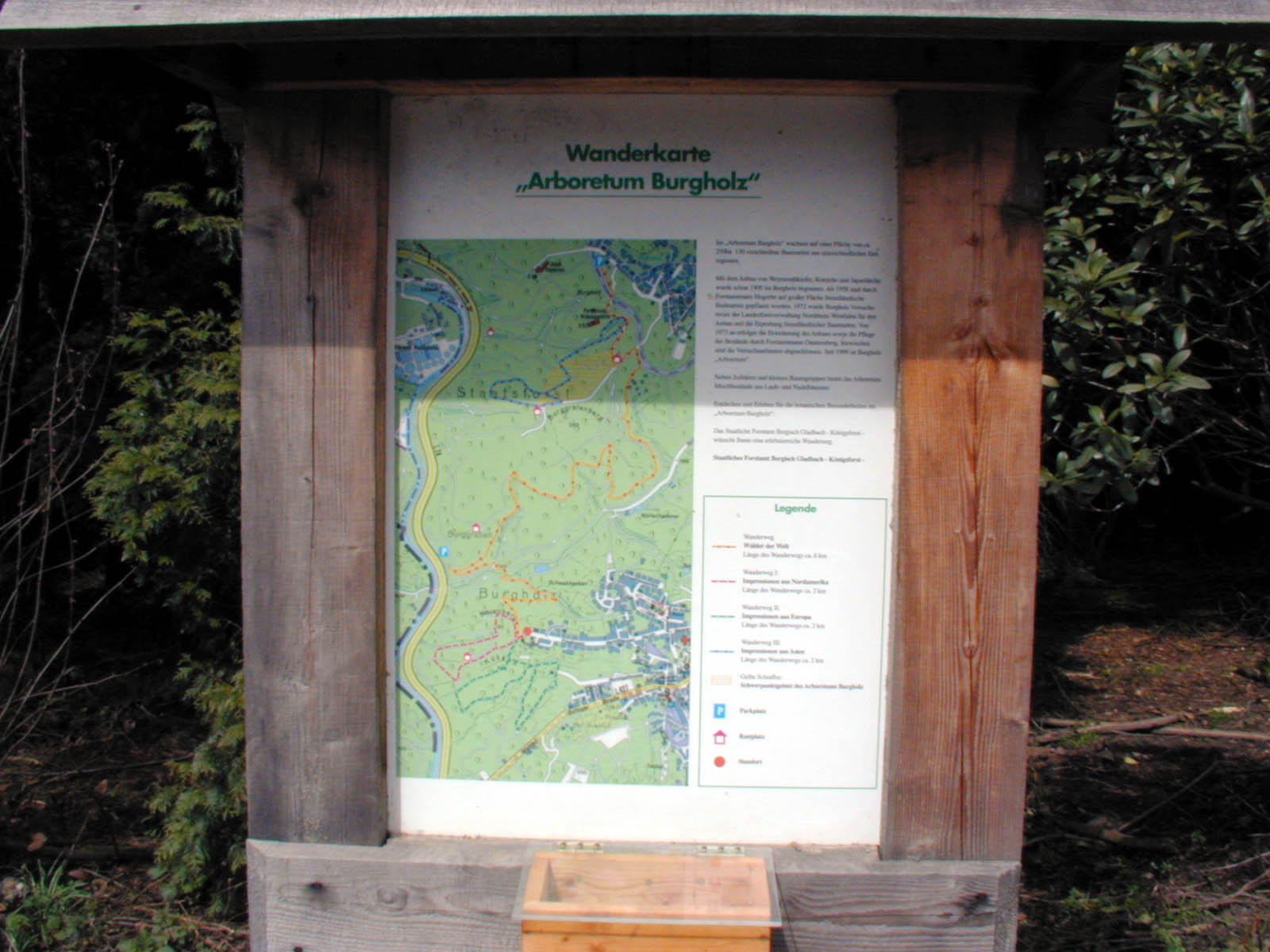
Wanderkarte der Arboretumswege

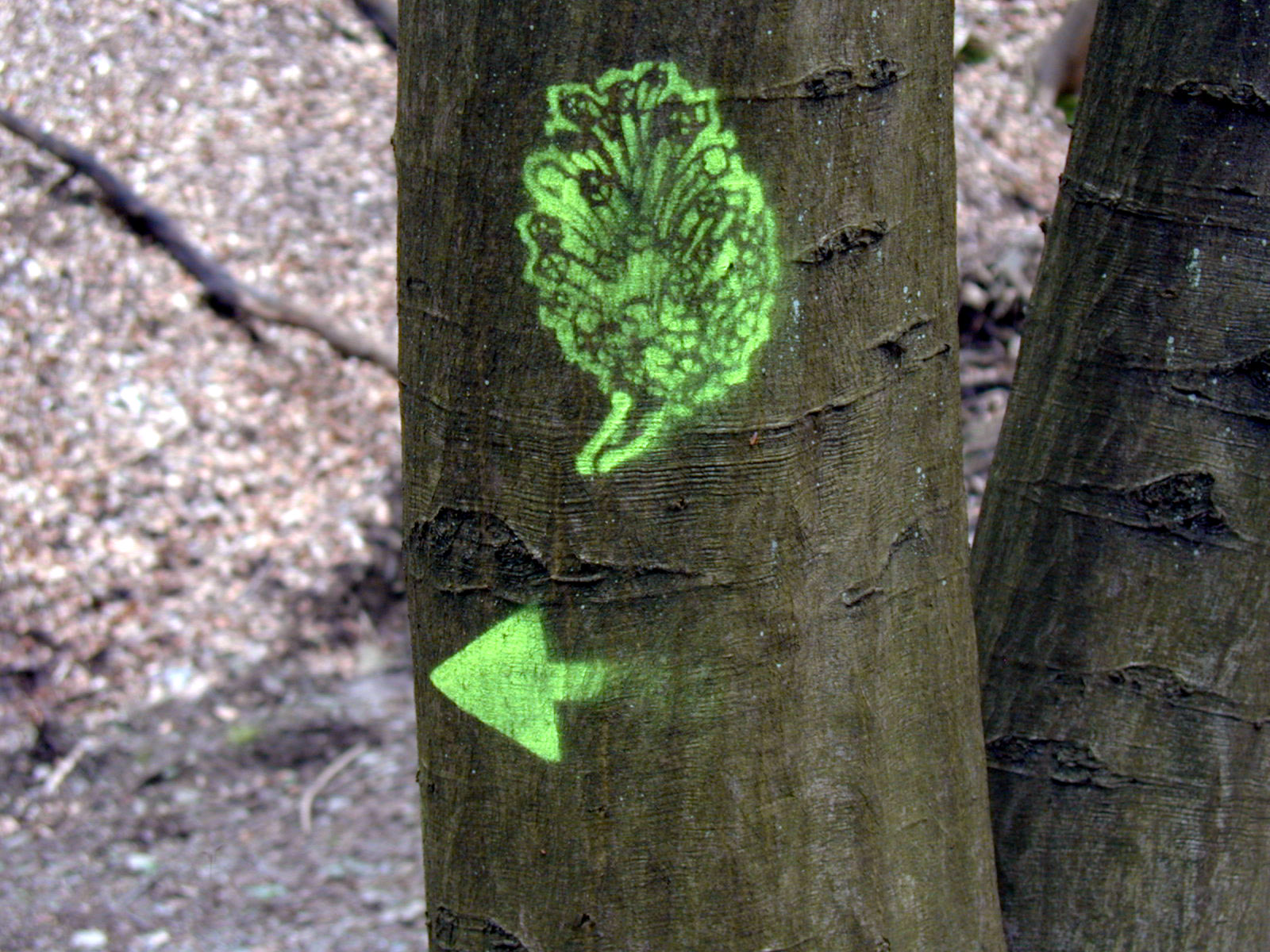
Wegzeichen des Arboretumswegs Wälder der Welt

Der vierte Weg, Wälder der Welt genannt, beginnt ebenfalls am Forsthaus und führt durch das Burgholzbachtal am Zimmerplatz vorbei zur Kaisereiche. Er bietet einen einführenden Blick auf die Vielfalt der Vegetation im Burgholz. Im Einzelnen zeigt er:
1. Mischbestand aus Mammutbaum, Kalifornischer Weihrauchzeder und Douglasie
2. Mischbestand aus Westamerikanischer Hemlocktanne, Douglasie, Riesen-Lebensbaum, Mammutbaum und Lawsons Scheinzypresse
3. Bestand aus Edler Tanne und einzelnen Mammutbäumen
4. Mischbestand aus Douglasie, Edler Tanne, Großer Küstentanne, Kolorado-Tanne, Kalifornischer Weihrauchzeder, Jeffrey-Kiefer und Gelb-Kiefer
5. Mischbestand aus Edler Tanne, Felsengebirgs-Tanne und Purpur-Tanne
6. Mischbestand aus Kalifornischer Weihrauchzeder, Douglasie, Kolorado-Tanne und Westamerikanischer Hemlocktanne
7. Im Bachbereich Sumpfzypresse
8. Bestand aus Mammutbaum und Edler Tanne
9. Kultur aus Sitka-Fichte und Engelmann-Fichte, im weiteren Verlauf des Weges Kultur aus Fichte der Herkunft Istebna
10. Mischbestand aus Küsten-Mammutbaum (Redwood) und Leyland-Zypresse
11. Mischbestand aus Großer Küstentanne und Purpur-Tanne, entlang des Baches Chinesisches Rotholz sowie Berg-Hemlocktanne, Nikko-Tanne und Veitchs-Tanne am Gegenhang
12. Reinbestand aus Lindenblättriger-Birke, Heimat Japan
13. Papierbirke und Japanische Birke, Heimat Japan
14. Nordmanns-Tanne und Nikko-Tanne
15. Bestand aus Chinesischem Rotholz, Douglasie und Mammutbaum
16. Mischbestand aus Felsengebirgs-Tanne und Edler Tanne
17. Reinbestand aus Dreh-Kiefer
18. Westamerikanische Weymouthskiefer
19. Reinbestand aus Edel-Zypresse
20. Amerikanische Rot-Fichte
21. Bestand aus Riesen-Lebensbaum und Japanischer Sicheltanne am Nordrand
22. Mischbestand aus Douglasie und Großer Küstentanne
23. Mischbestand aus Küsten-Mammutbaum (Redwood) und Berg-Hemlocktanne
24. Mischbestand aus Riesen-Lebensbaum, Lawsons Scheinzypresse, Serbischer Fichte, Mammutbaum, Großer Küstentanne und Chinesischem Rotholz
25. Mischbestand aus Mammutbaum, Edler Tanne, Großer Küstentanne und Douglasie
26. Mischbestand aus Mammutbaum und Berg-Hemlocktanne